# 대한민국의 교통표지
대한민국의 교통표지는 대한민국의 도로에 설치된 교통표지판을 말한다. 《도로교통법》 제2조 16호에서 '안전표지'라고 하며, 통상 '교통안전표지'로 부른다. 안전표지의 종류 및 만드는 방식은 행정자치부령인 도로교통법 시행규칙 별표 6에 나와 있다. 도로교통공단 홈페이지에서도 확인할 수 있다.

## 종류
- 주의표지: 도로상태가 위험하거나 도로 또는 그 부근에 위험물이 있는 경우에 필요한 안전조치를 할 수 있도록 주의사항을 운전자에게 알리는 표지.
- 규제표지: 도로교통의 안전을 위하여 각종 제한ㆍ금지 등의 규제사항을 운전자에게 알리는 표지.
- 지시표지: 도로의 통행방법ㆍ통행구분 등 도로교통의 안전을 위하여 필요한 지시사항을 운전자에게 알리는 표지.
- 보조표지: 주의표지ㆍ규제표지 또는 지시표지의 주요 기능을 보충하여 운전자에게 알리는 표지.
- 노면표지: 도로교통의 안전을 위하여 각종 주의ㆍ규제ㆍ지시 등의 사항을 노면에 기호ㆍ문자 또는 선 따위로 운전자에게 알리는 표지.

## 표지 기준

### 교통표지 색상
| 색이름   | 색기호    | 색상 | 비고                                                           |
| -------- | --------- | ---- | -------------------------------------------------------------- |
| 진한빨강 | 7.5R 3/10 |      | 한국산업표준(KS A 0062, KS M 6020) 색 기준임(허용치 △E=1 이내) |
| 노란주황 | 10YR 7/14 |      | 한국산업표준(KS A 0062, KS M 6020) 색 기준임(허용치 △E=1 이내) |
| 진한초록 | 2.5G 3/6  |      | 한국산업표준(KS A 0062, KS M 6020) 색 기준임(허용치 △E=1 이내) |
| 검은남색 | 7.5PB 2/2 |      | 한국산업표준(KS A 0062, KS M 6020) 색 기준임(허용치 △E=1 이내) |
| 하양     | N 9.25    |      | 한국산업표준(KS A 0062, KS M 6020) 색 기준임(허용치 △E=1 이내) |
| 검정     | N 1.5     |      | 한국산업표준(KS A 0062, KS M 6020) 색 기준임(허용치 △E=1 이내) |

### 노면표시 색상
| 색종류   | 색번호    | 색상 | 비고                                                                  |
| -------- | --------- | ---- | --------------------------------------------------------------------- |
| 하양     | N 9.25    |      | 허용치 △E=1 이내, 한국산업표준(KS A 0062, KS M 6080) 색 도료의 기준임 |
| 노란주황 | 10YR 7/14 |      | 허용치 △E=1 이내, 한국산업표준(KS A 0062, KS M 6080) 색 도료의 기준임 |
| 밝은파랑 | 10B 6/8   |      | 허용치 △E=1 이내, 한국산업표준(KS A 0062, KS M 6080) 색 도료의 기준임 |
| 진한빨강 | 7.5R 3/10 |      | 허용치 △E=1 이내, 한국산업표준(KS A 0062, KS M 6080) 색 도료의 기준임 |

## 도로안내표지
대한민국의 도로안내표지는 대한민국의 도로에 설치된 도로안내표지를 말한다. 《도로법》 제52조에서 '도로표지'라고 하며, 도로표지의 종류와 만드는 방식은 국토교통부인 《도로표지규칙》에 나와 있다. 특히, 2010년부터 고속국도의 표지는 국토교통부 예규 《고속국도 표지 제작·설치 지침》에 맞춰 설치하기도 한다.

### 종류
- 경계표지: 도·시(특별시 및 광역시 및 특별자치도·특별자치시를 포함)·군·읍 또는 면사이의 행정구역의 경계를 나타내는 표지
- 이정표지: 목표지까지의 거리를 나타내는 표지
- 방향표지: 방향 또는 방면을 나타내는 표지
- 노선표지: 주행노선 또는 분기노선을 나타내는 표지

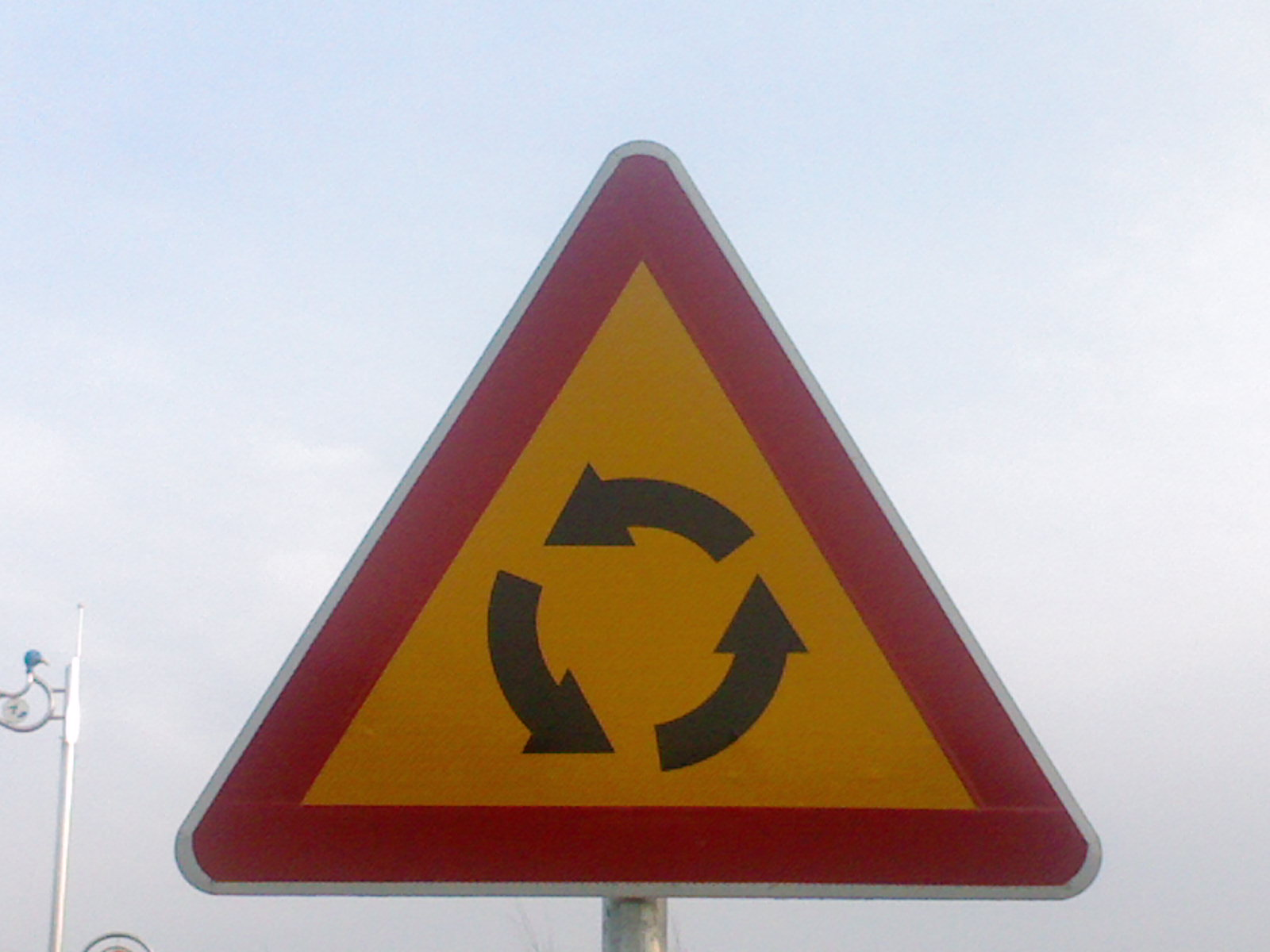
기타표지: 휴게소표지, 관광지표지, 양보차로표지, 오르막차로표지, 유도표지, 예고표지, 보행인표지, 주차장표지, 지점표지, 출구감속유도표지, 시설물표지, 긴급신고표지, 자동차전용도로표지, 시종점표지, 돌아가는길표지, 매표소표지, 고속국도유도표지,  아시안 하이웨이 안내표지
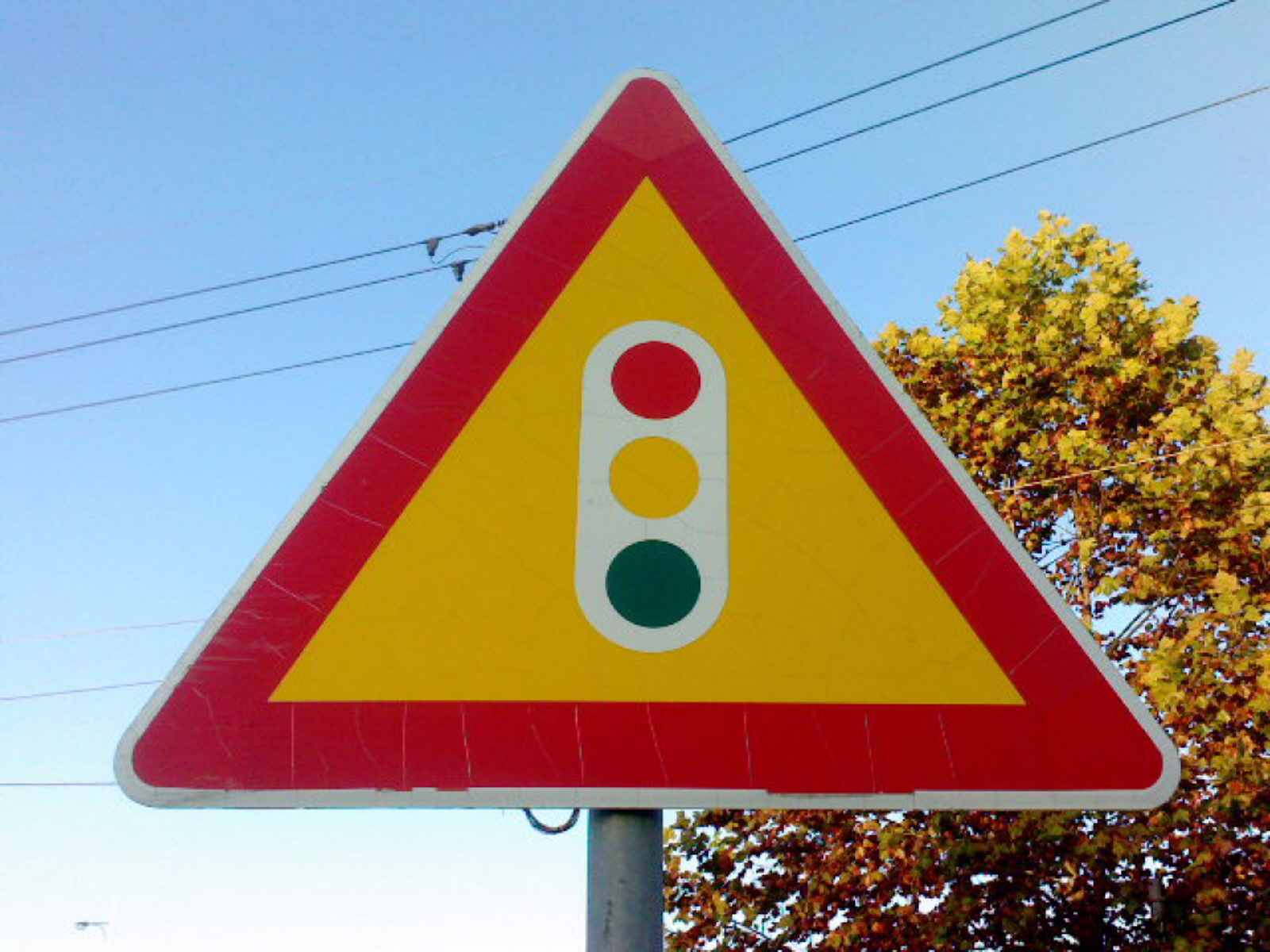
신호기
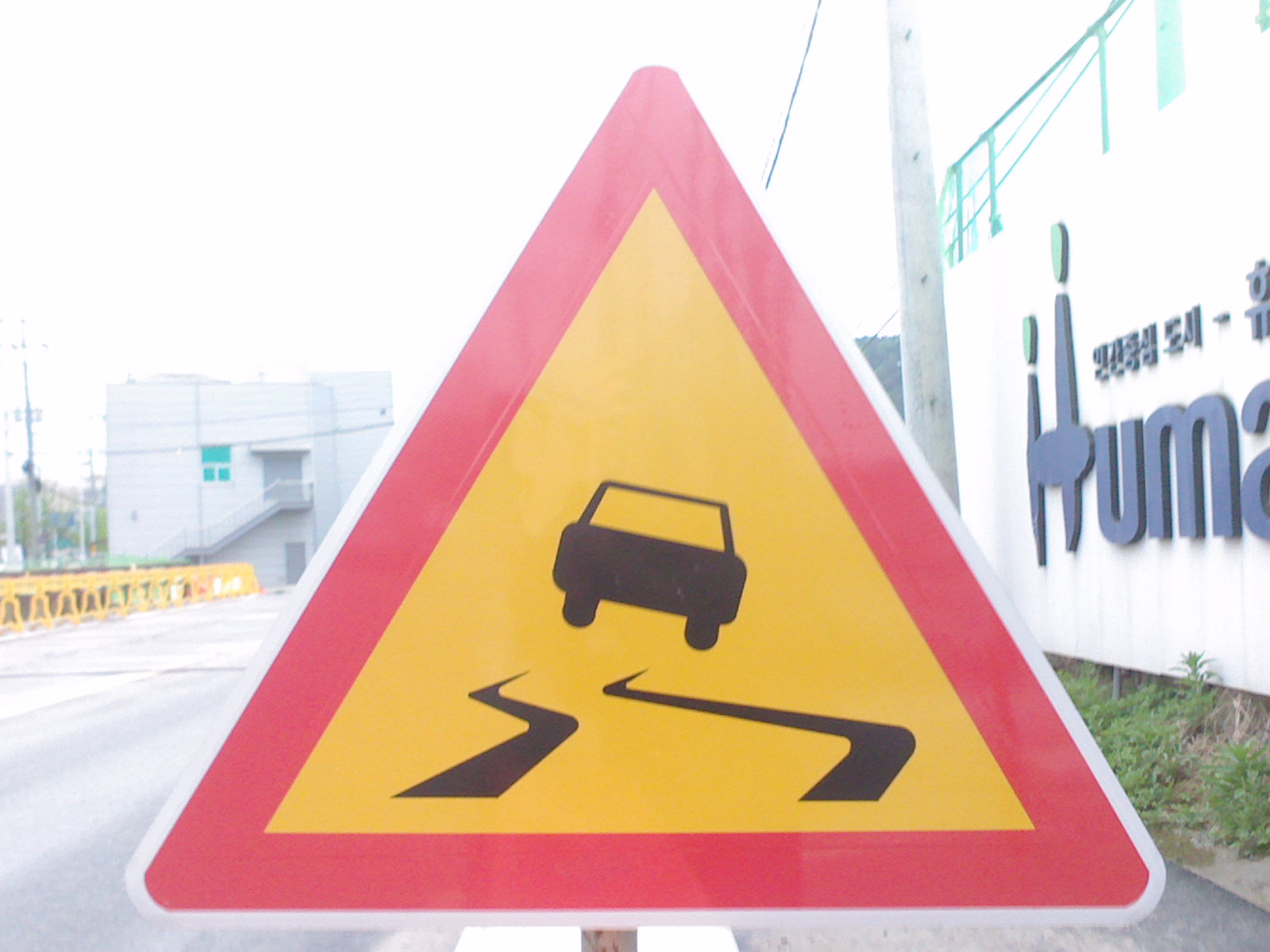
미끄럼 도로
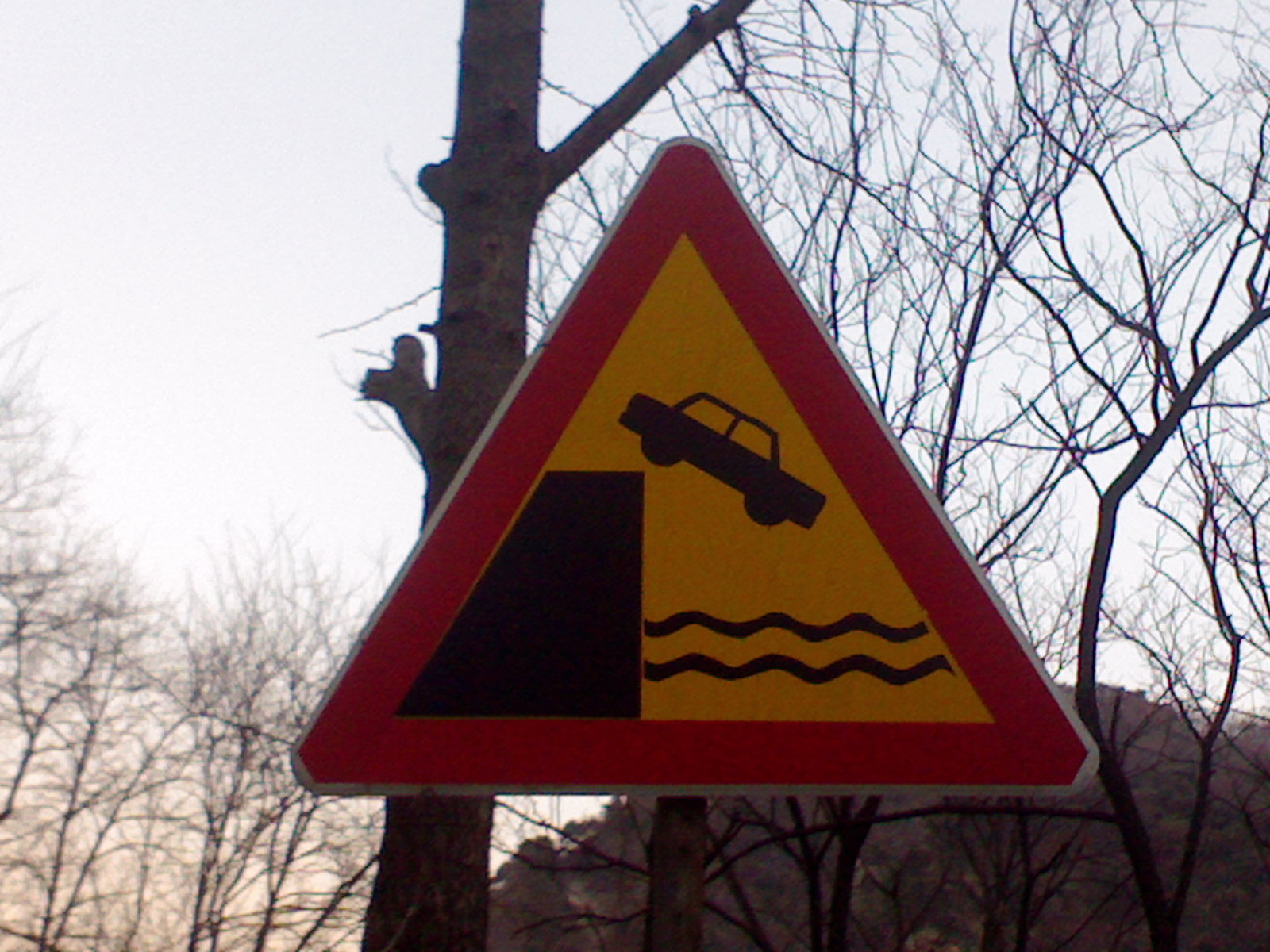
강변도로(추락) 위험
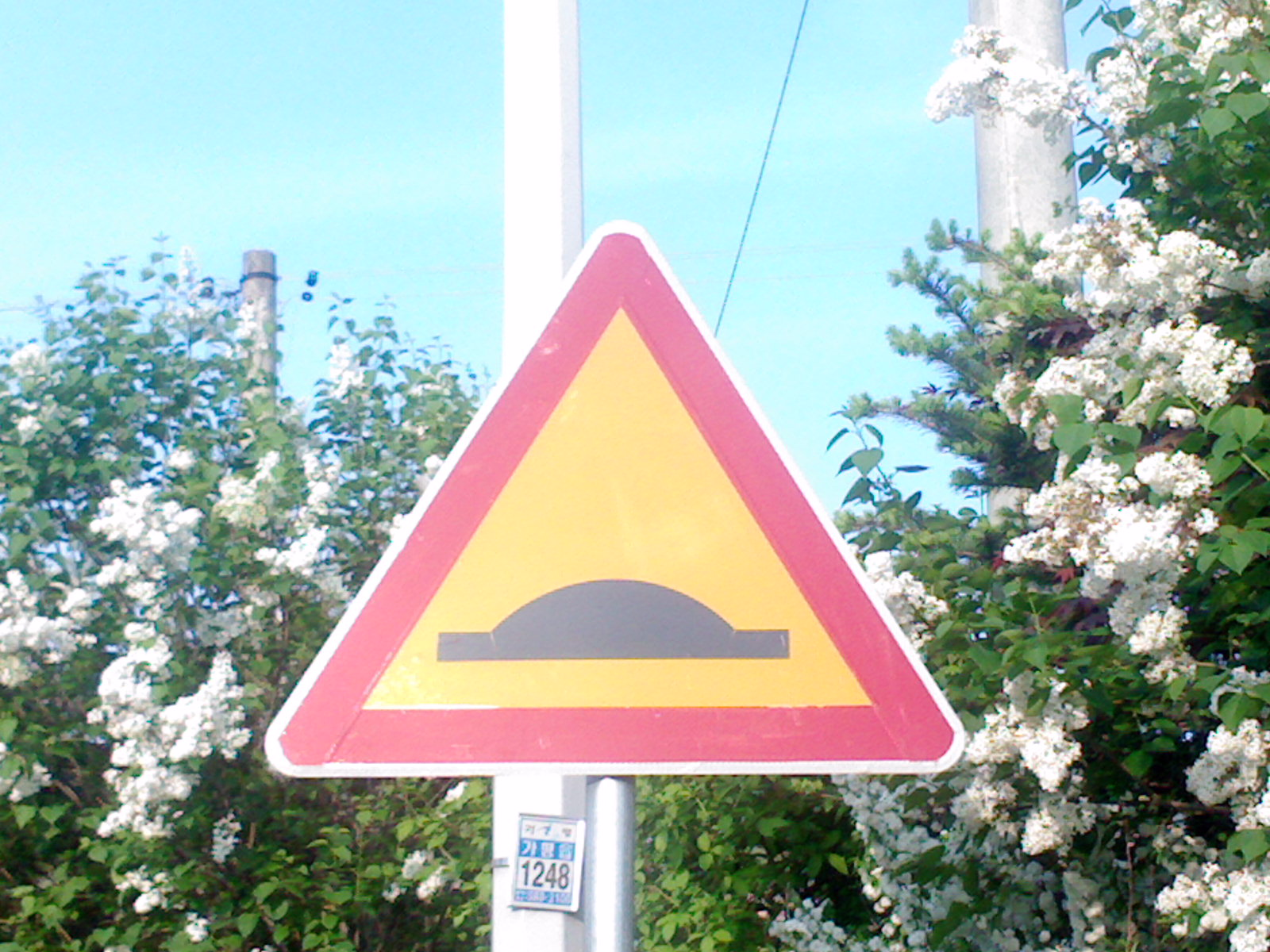
과속방지턱
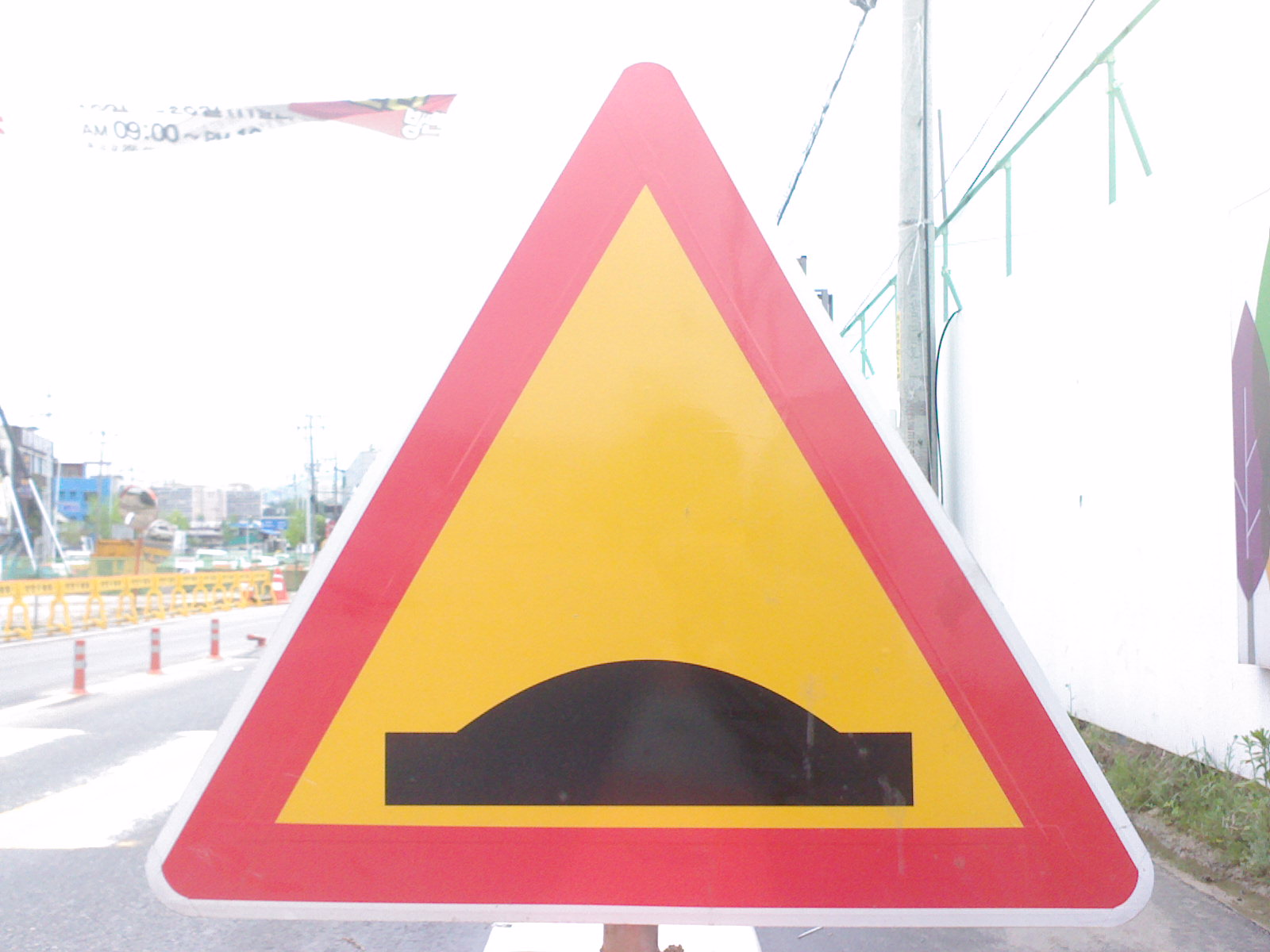
과속방지턱
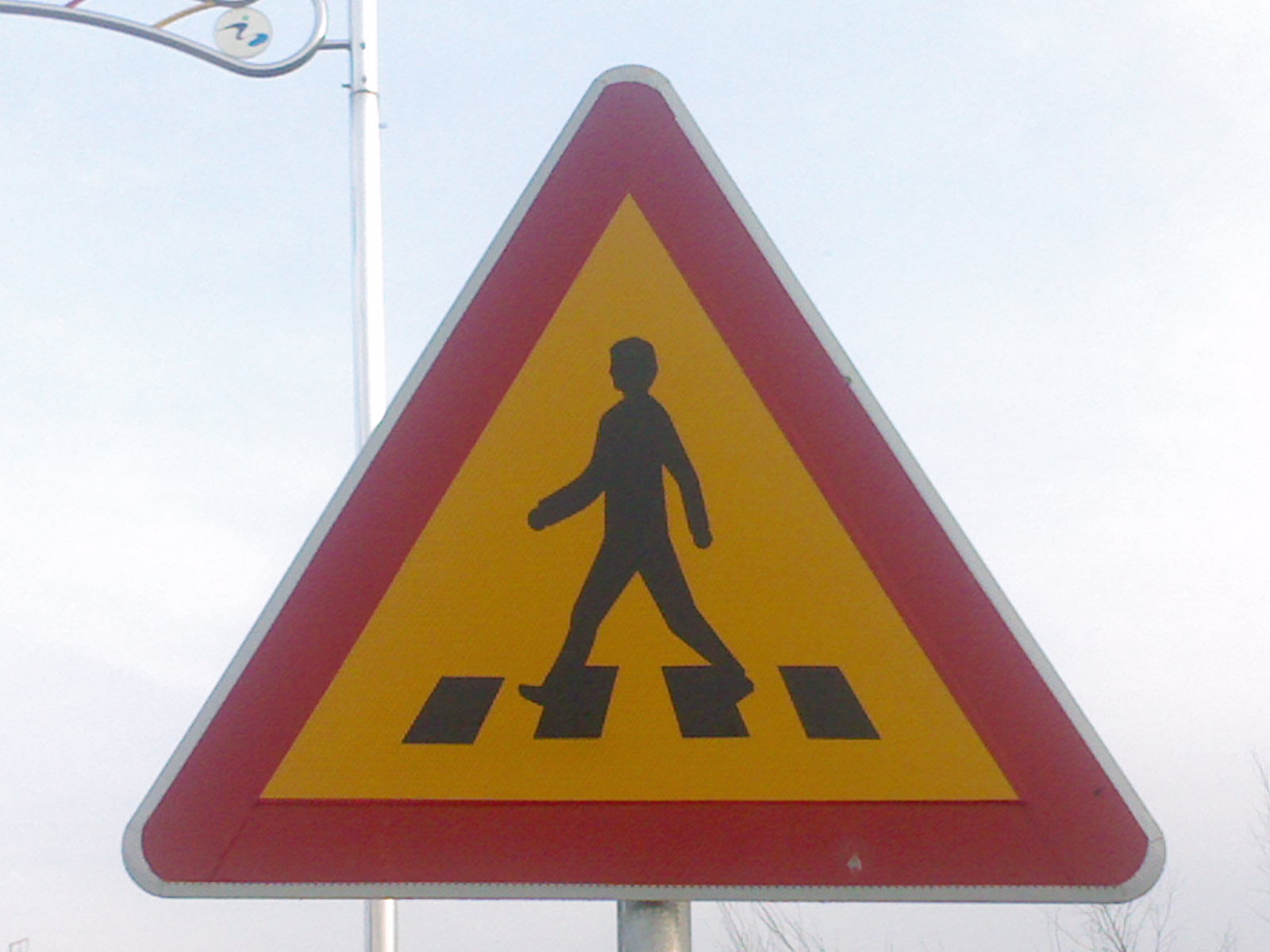
횡단보도
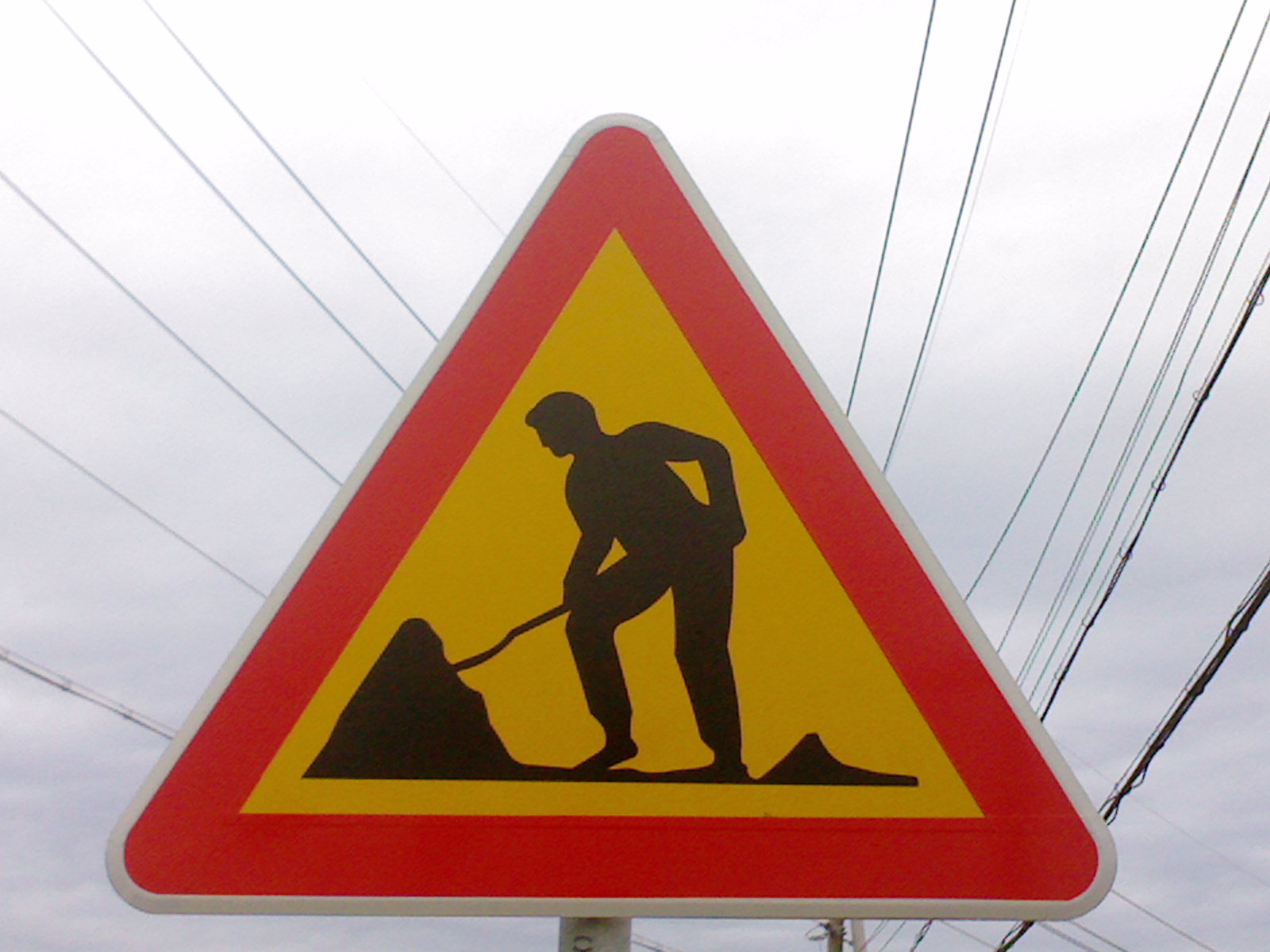
도로공사중

## 교통안전표지

### 주의표지
- 바탕: 노랑색
- 테두리: 빨강색
- 내용: 검정색
- 모양: 정삼각형

十자형 교차로
T자형 교차로
Y자형 교차로
ㅏ자형 교차로
ㅓ자형 교차로
우선도로
우합류도로
좌합류도로
회전교차로
철도 건널목
노면전차주의[2](신설)
우로 굽은 도로
좌로 굽은 도로
우좌로 이중 굽은 도로
좌우로 이중 굽은 도로
두 방향 통행
오르막경사
내리막경사
도로 폭이 좁아짐
우측차로 없어짐
좌측차로 없어짐
우측방 통행
양측방 통행
중앙분리대 시작
중앙분리대 끝남
신호기
미끄럼 도로
강변도로
노면 고르지 못함
과속 방지턱
낙석주의
횡단보도
어린이 보호
자전거
도로 공사중
비행기
횡풍
터널
교량(신설)
야생동물 보호
위험
상습 정체구간(신설)

### 규제표지
- 바탕: 흰색
- 테두리: 빨강색
- 모양: 원형, 역삼각형, 팔각형, 오각형

통행금지
자동차 통행금지
화물자동차 통행금지
승합자동차 통행금지
이륜자동차 및 원동기장치자전거 통행금지
개인형이동장치통행금지(신설)
자동차·이륜자동차 및 원동기장치자전거 통행금지
경운기·트랙터 및 손수레 통행금지
자전거 통행금지
진입금지
직진금지
우회전금지
좌회전금지
유턴금지
앞지르기금지
주정차금지
주차금지
차중량제한
차높이제한
차폭제한
차간거리확보
최고속도제한
최저속도제한
서행
일시정지
양보
보행자 보행금지
위험물적재차량 통행금지

### 지시표지

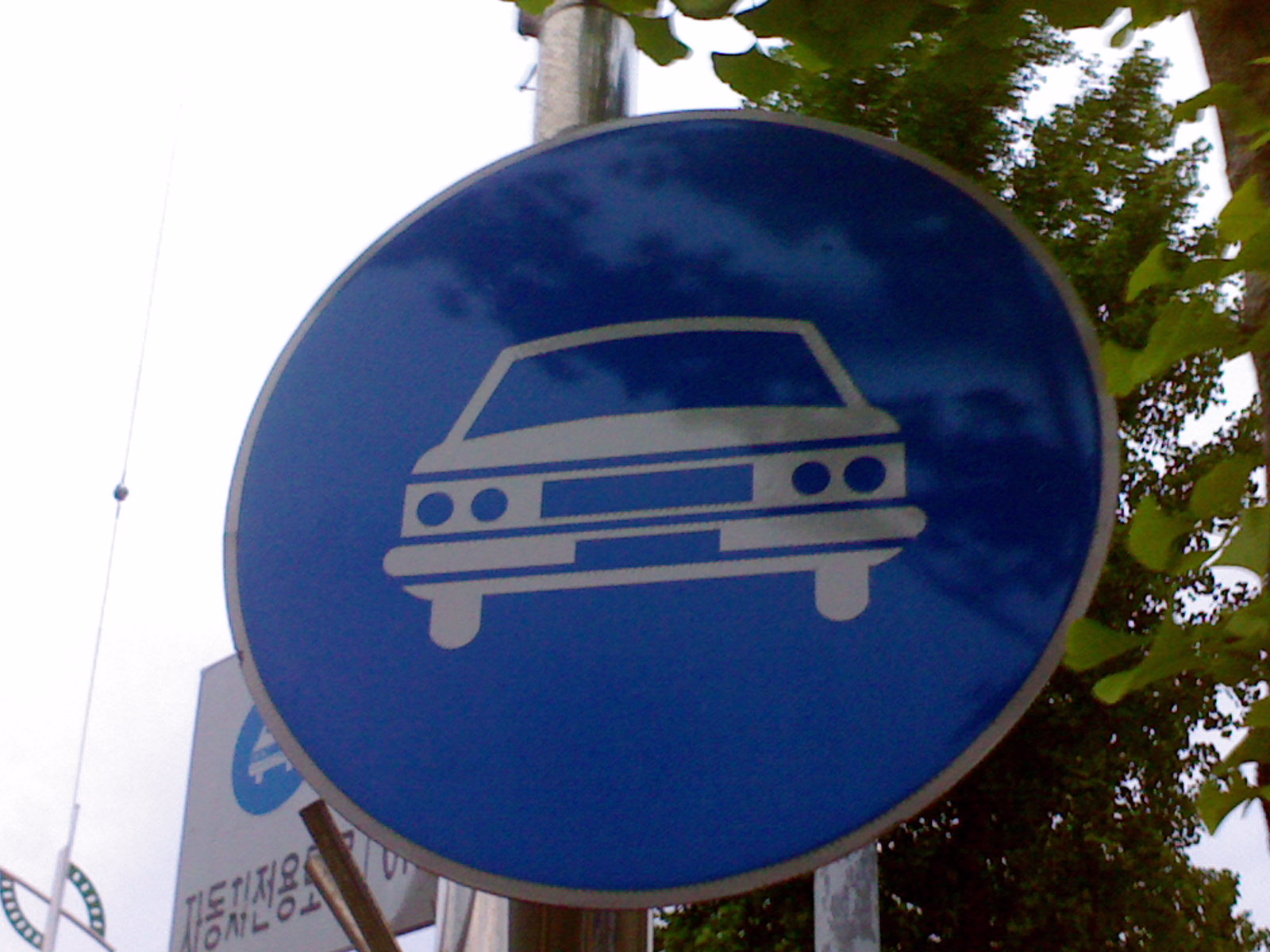
자동차전용도로
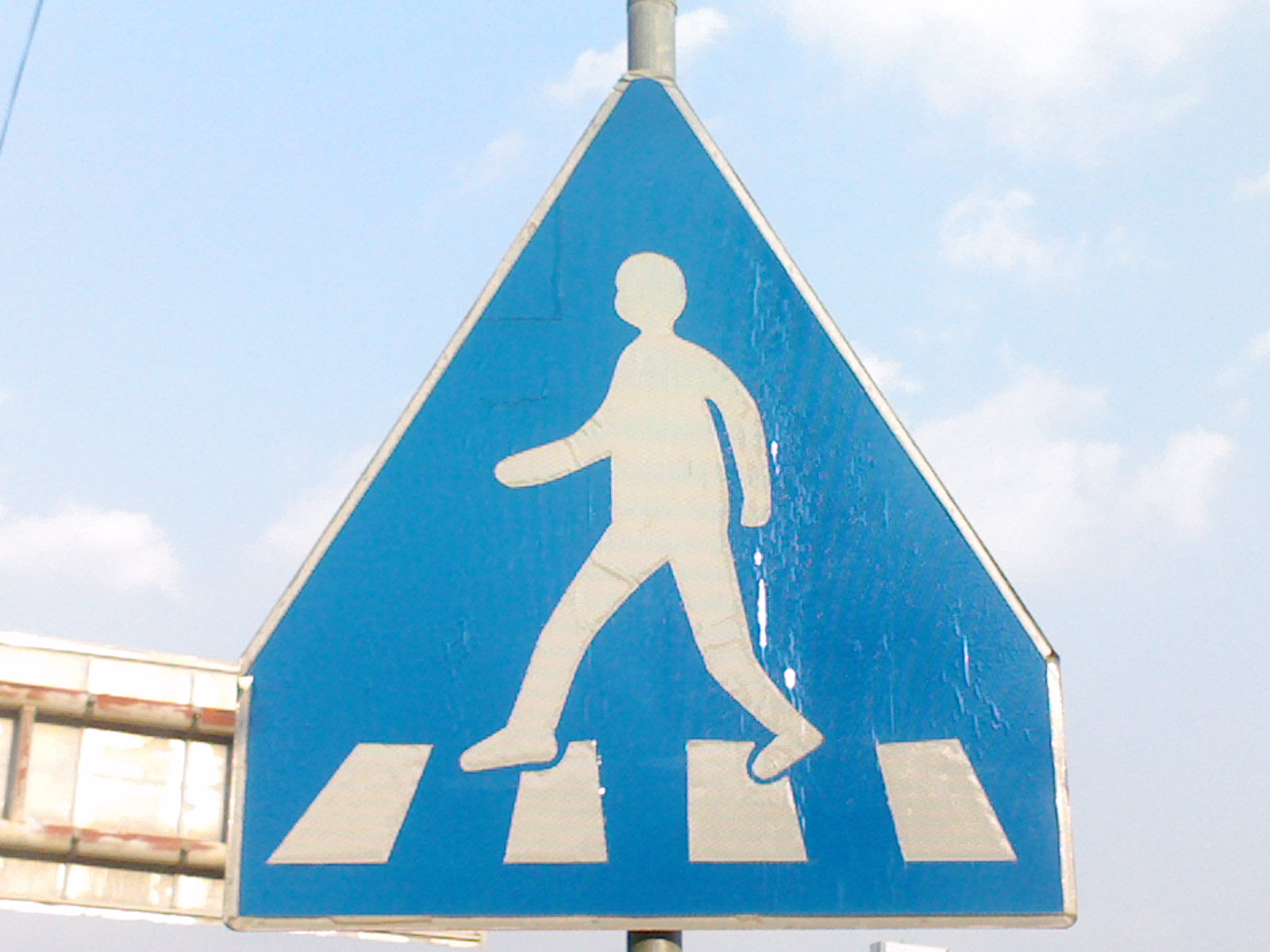
횡단보도
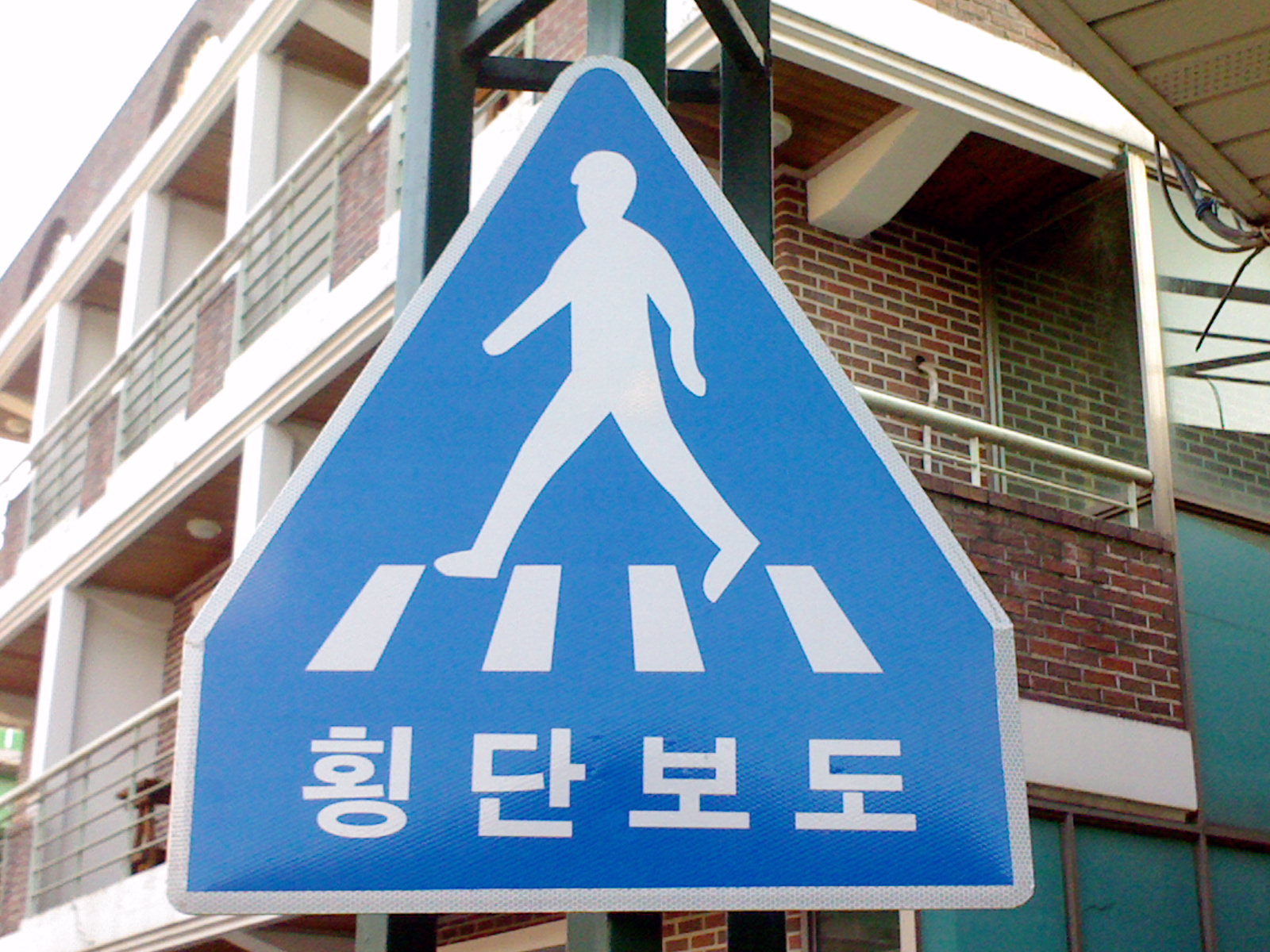
횡단보도
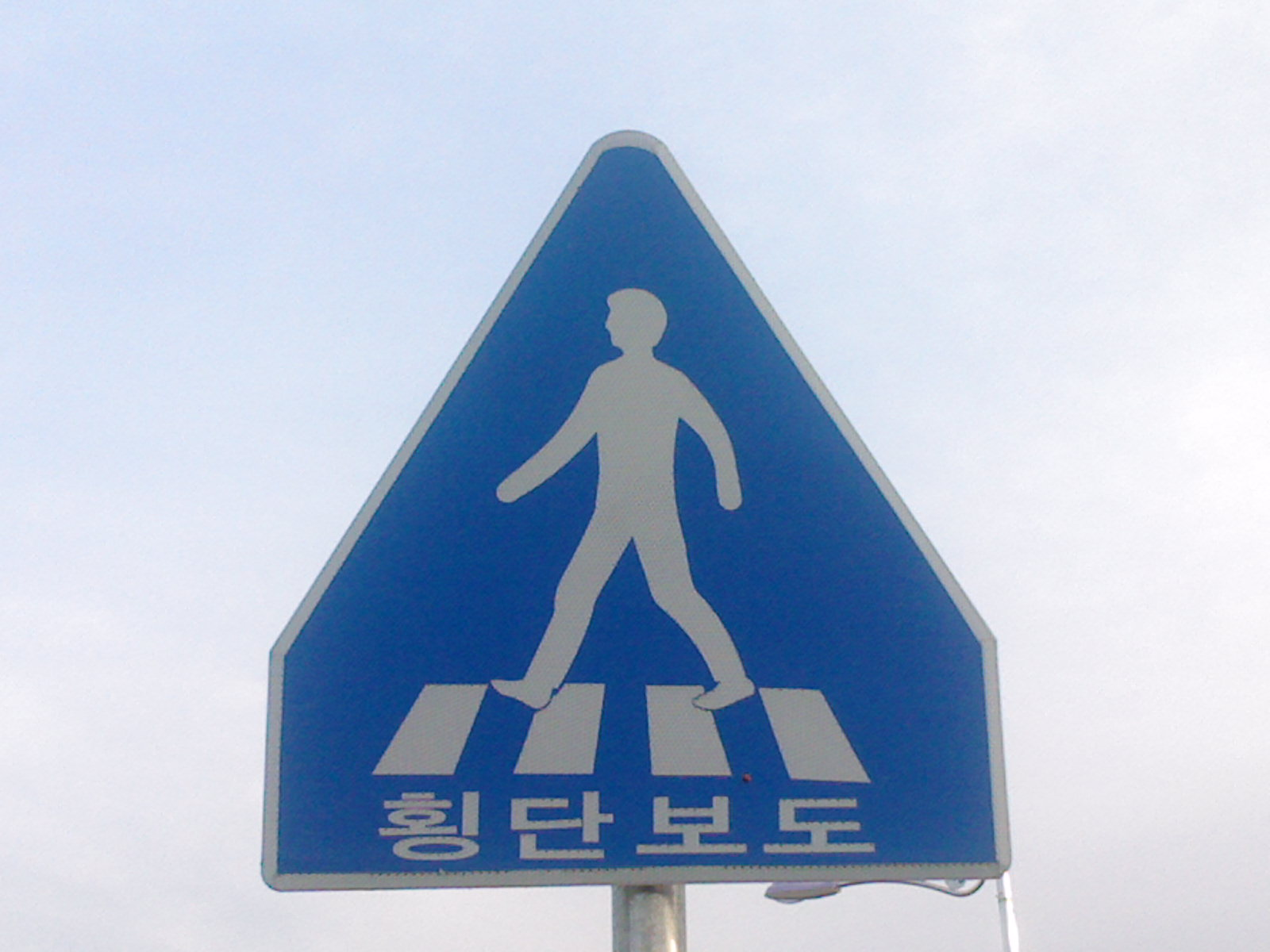
횡단보도
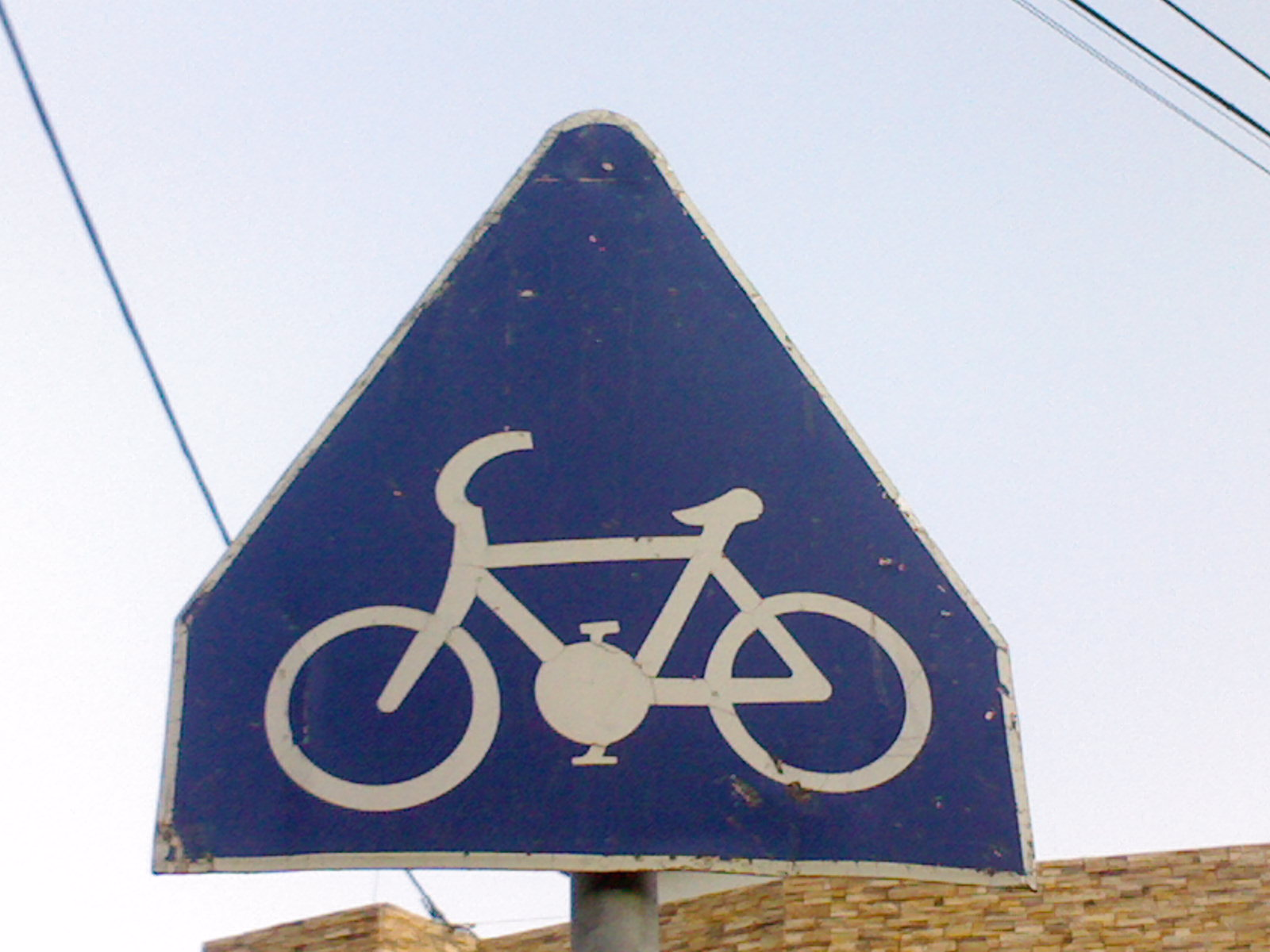
자전거횡단도
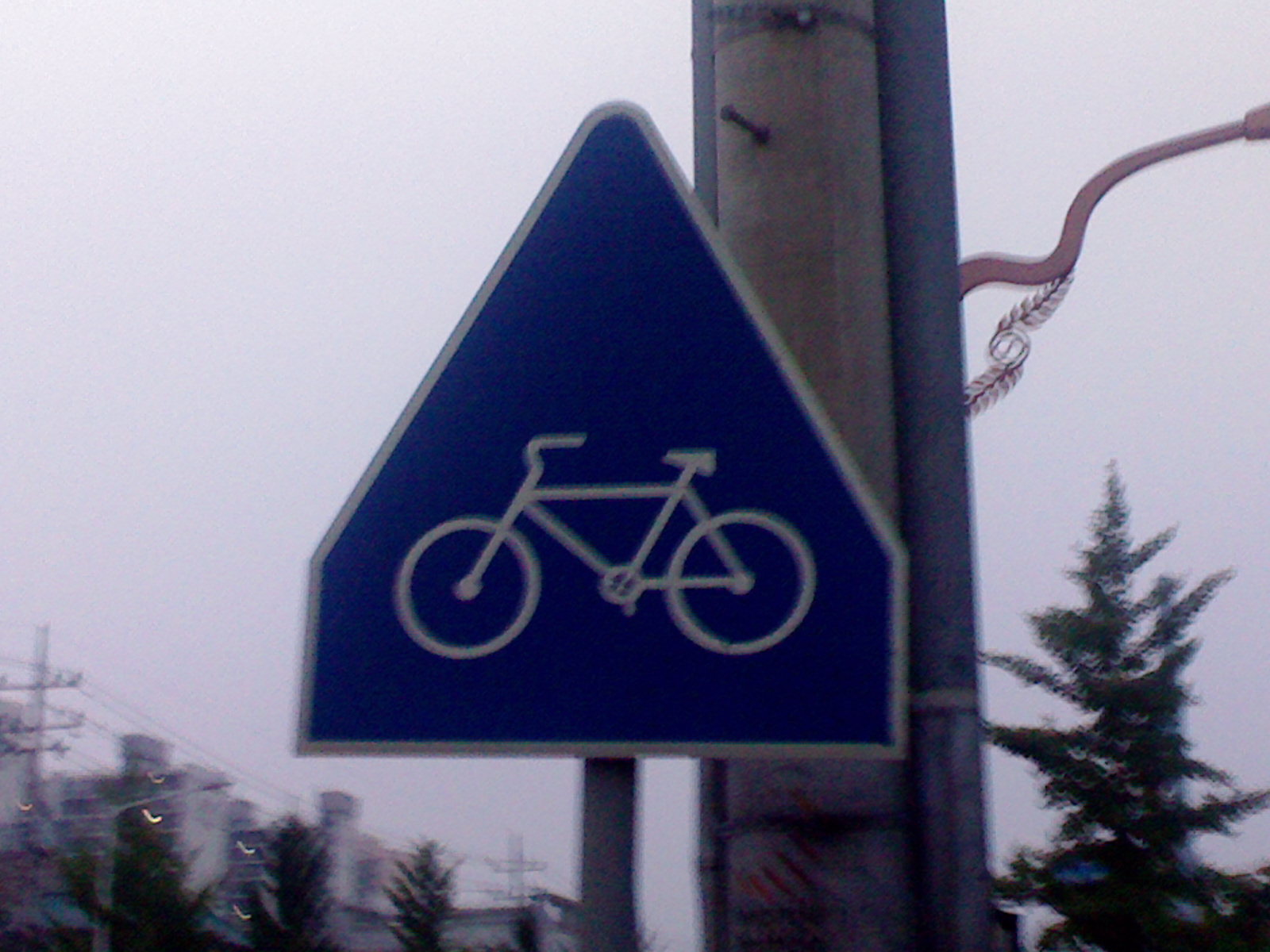
자전거횡단도
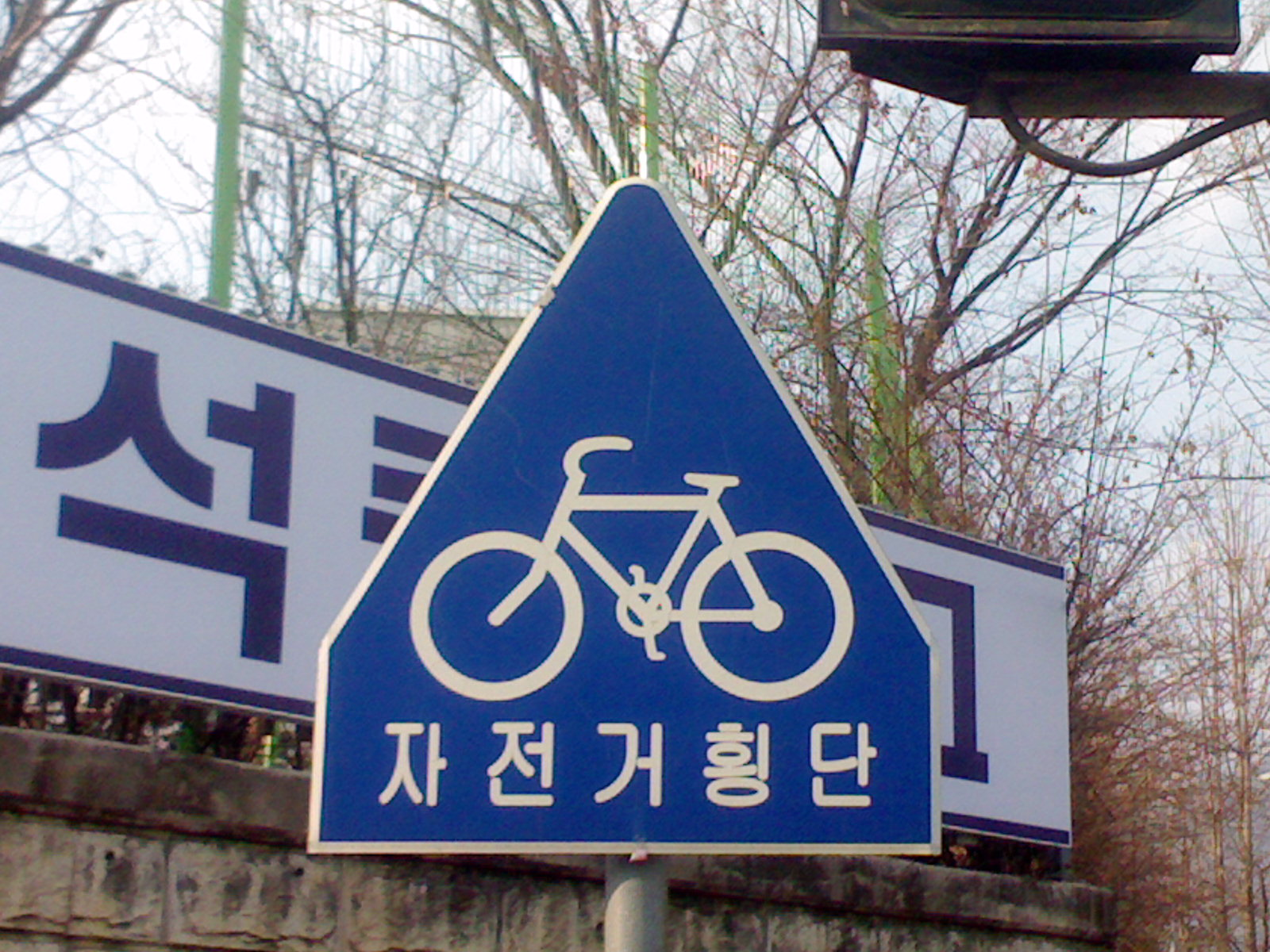
자전거횡단도
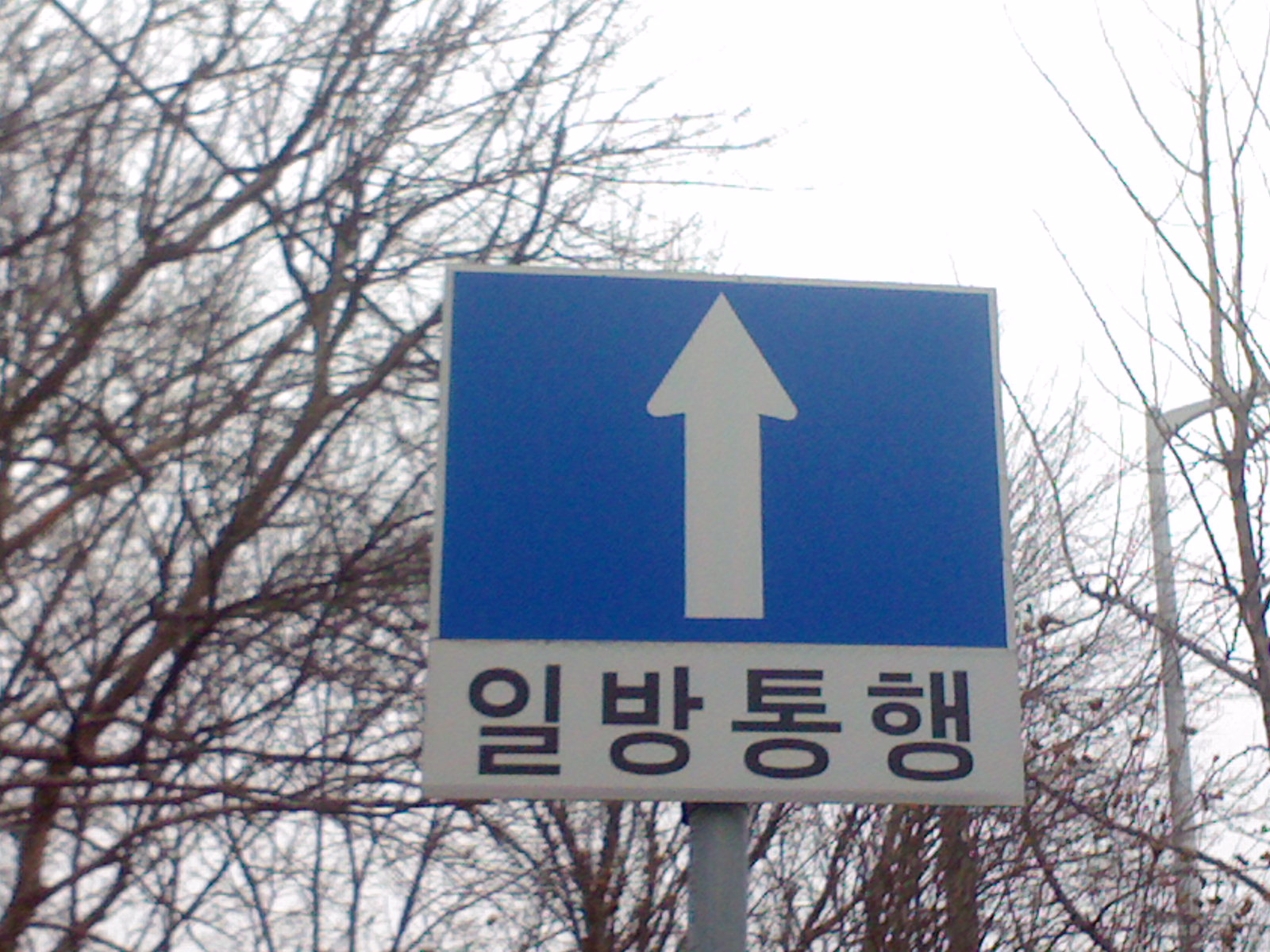
일방통행
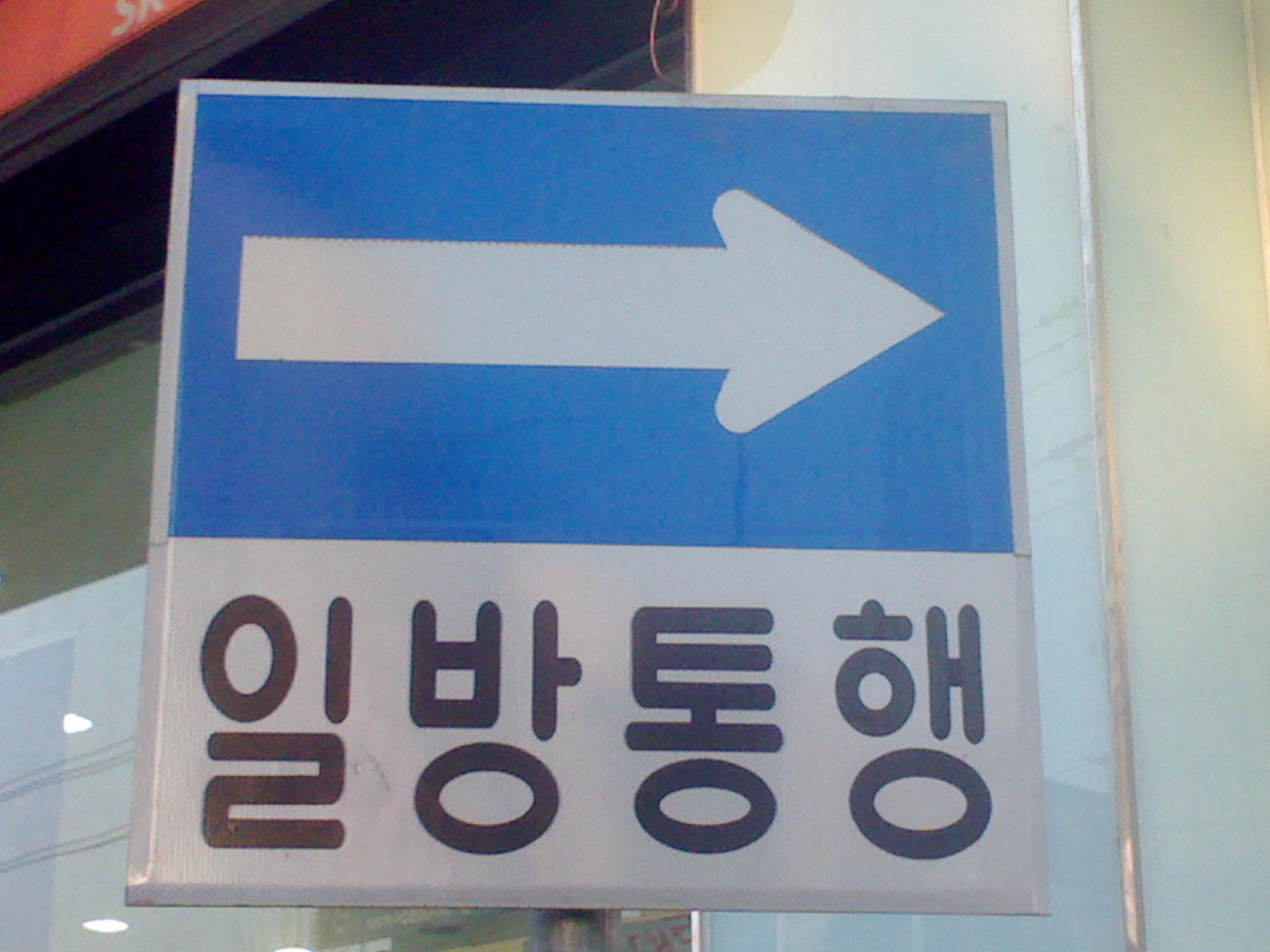
일방통행

- 바탕: 파랑색
- 테두리: 흰색
- 모양: 사각형, 원형, 오각형

자동차전용도로
자전거전용도로
자전거 및 보행자 겸용도로
노면전차전용도로[2](신설)
회전교차로
직진
우회전
좌회전
직진 및 우회전
직진 및 좌회전
좌회전 및 유턴
좌회전 및 우회전
유턴
양측방 통행
우측면통행
좌측면통행
차로별 통행방향구분
우회로
자전거 및 보행자 통행구분
자전거전용차로
주차장
자전거 주차장
보행자전용도로
횡단보도
노인보호구역
어린이보호구역
장애인보호구역
자전거횡단도
일방통행
일방통행
일방통행
비보호좌회전
버스전용차로
노면전차전용차로[2](신설)
다인승차량전용차로
통행우선
자전거 나란히 통행 허용
도시부

### 보조표지
- 바탕: 흰색
- 테두리: 검정색
- 모양: 원형, 직사각형

구역
일자
시간
시간
신호등화상태
전방우선도로
안전속도
기상상태
노면상태
교통규제
통행규제
차량한정
표지설명
해제
견인지역

### 도로안내표지

#### 자동차전용도로

자동차전용도로
자동차전용도로 해제
자동차전용도로 종점 예고 표지

#### 기타

목적지 거리 예고표지
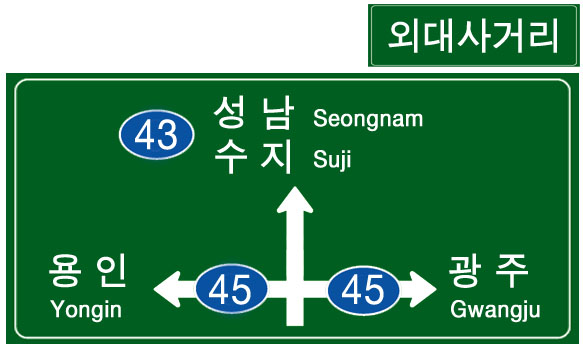
교차로 예고표지
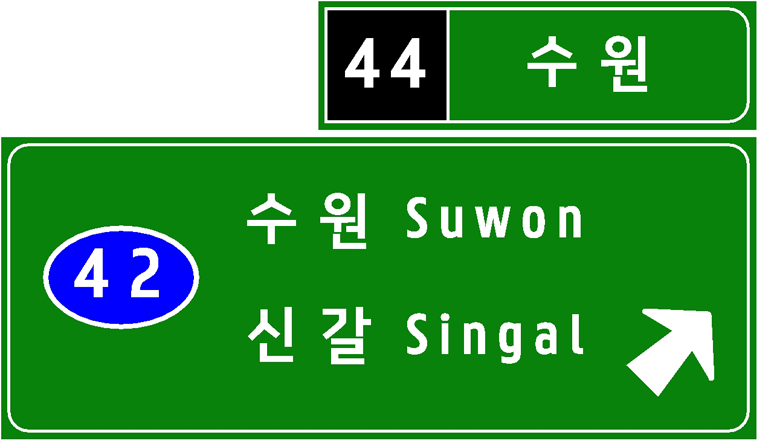
고속도로 출구점 예고표지 (2010년 도입)

### 해제표식

우선도로
고인물 튐 (2007년 9월 28일 삭제)
자전거
진입금지
차량 횡단금지(2007년 9월 28일 삭제)
주정차금지
주차금지
일시정지
자동차전용도로
스노우타이어또는체인사용 (2007년 9월 28일 삭제)
안전지대
안전지대 (2007년 9월 28일 삭제)
보행자전용도로
횡단보도
어린이보호 (횡단보도지점에)
어린이보호 (횡단보도지점에)
해제

## 도로 번호 표지

아시안 하이웨이
고속국도
일반국도
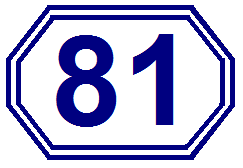
특별·광역시도
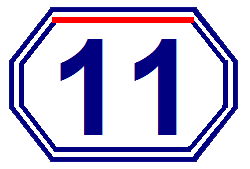
특별·광역시도 중 자동차 전용도로
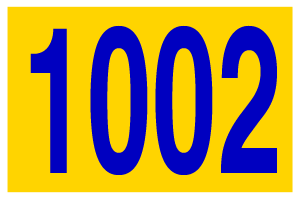
지방도

## 노면표지

중앙선
유턴구역선
차선
버스전용차로
노면전차전용차로[4]
길 가장자리 구역선
진로 변경 제한선
진로 변경 제한선2
진로 변경 제한선3
노상장애물 1
노상장애물 2
우회전 금지
좌회전 금지
직진 금지
좌우회전 금지
유턴 금지
주차 금지
주정차 금지
속도제한
속도제한(30km/h)
서행
서행 주차금지
일시정지
양보
평행주차
직각주차
사선주차
정차금지대
유도선
유도 로타리
유도 사거리
유도 2거리
횡단보도 예고
정지선
안전지대
횡단보도
횡단보도 2
자전거횡단도
자전거 전용도로
학교앞 유치원앞
진행방향
진행방향 2
진행방향 3
진행방향 및 방면
오른쪽진행 및 방면
비보호 좌회전
차로변경
오르막경사면

## 사진

### 주의표지
- 회전교차로
- 신호기
- 미끄럼 도로
- 강변도로(추락) 위험
- 과속방지턱
- 과속방지턱
- 횡단보도
- 도로공사중

### 규제표지

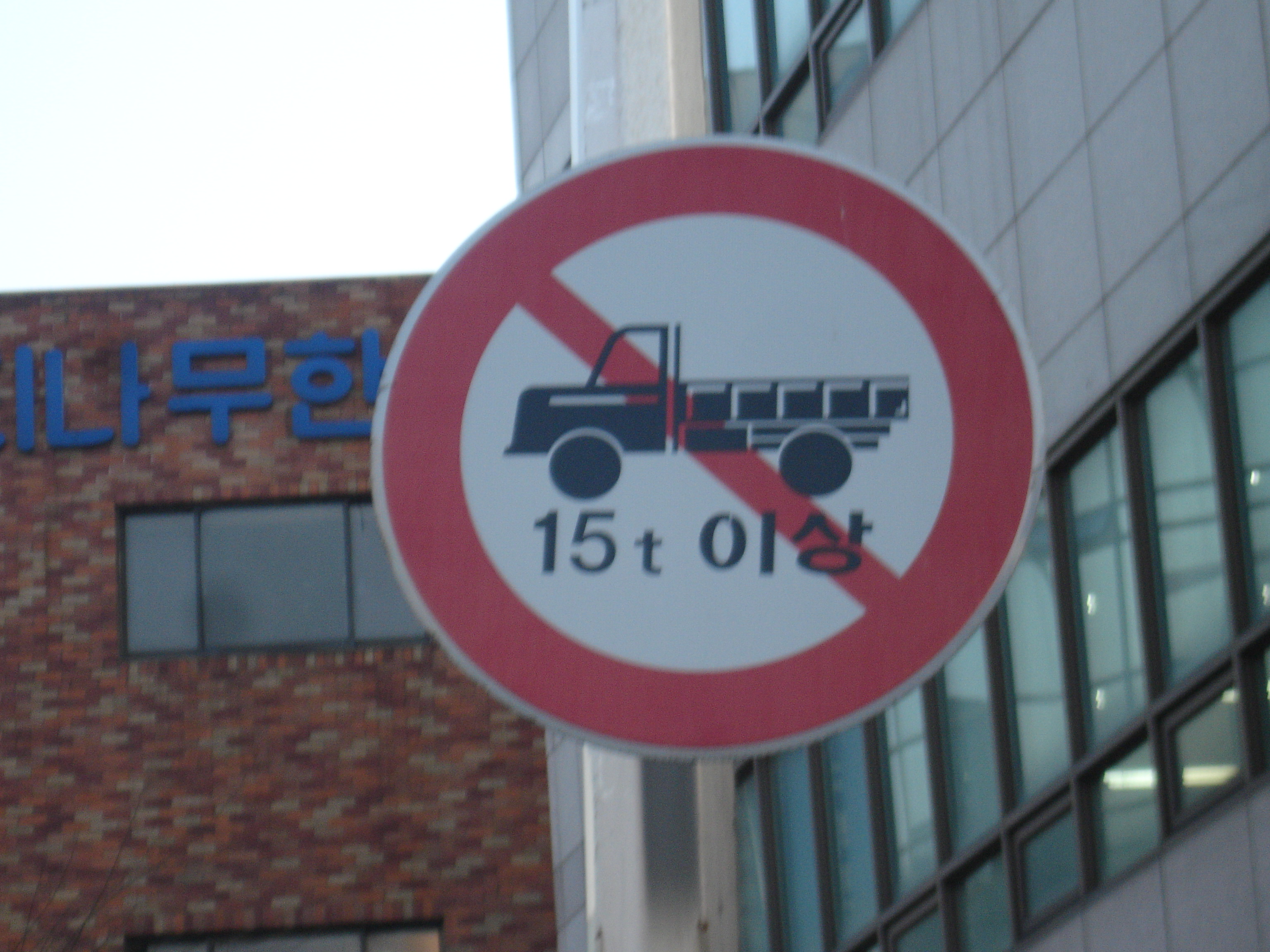
화물자동차 통행금지(15톤 이상)
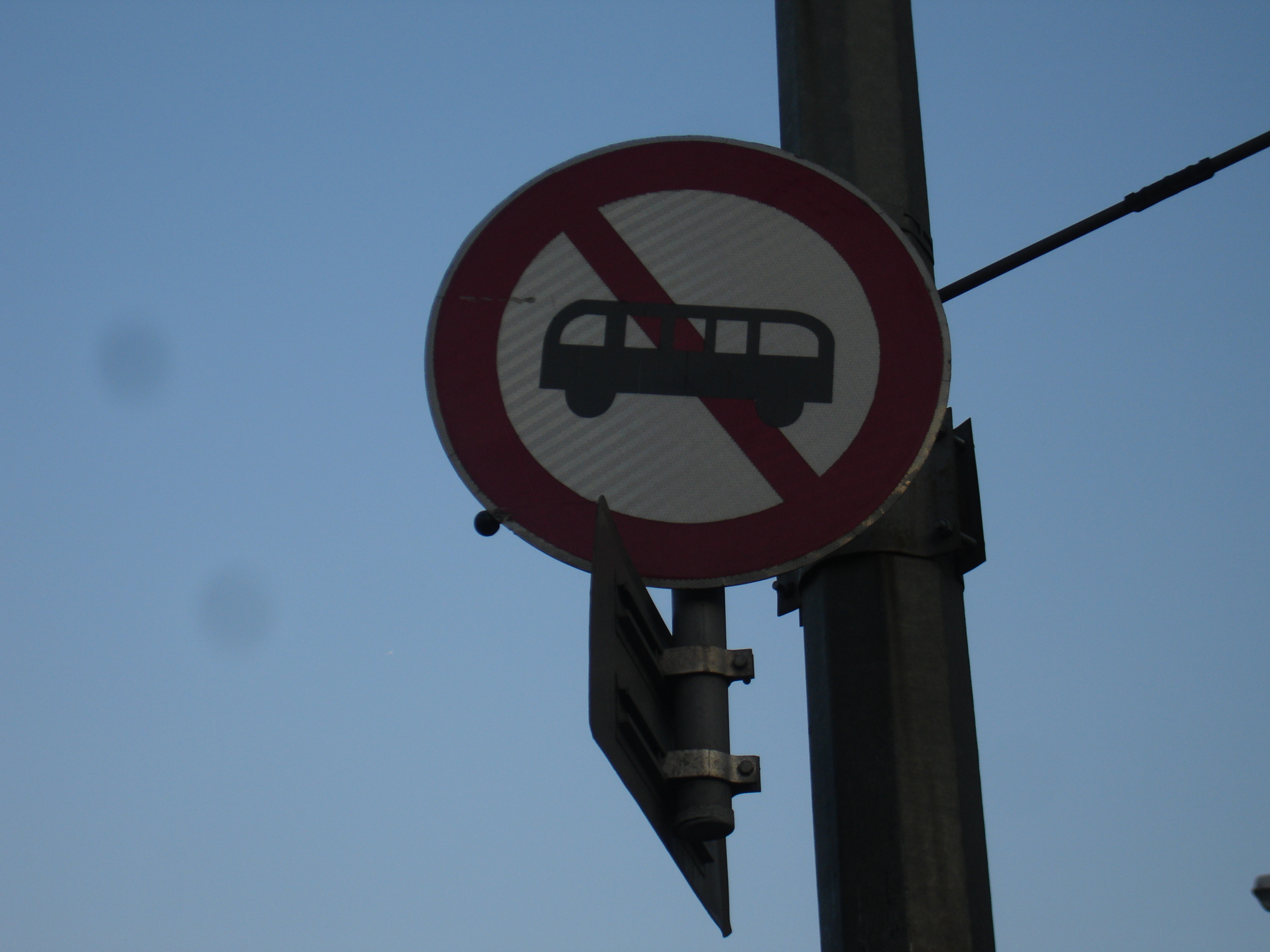
승합자동차 통행금지
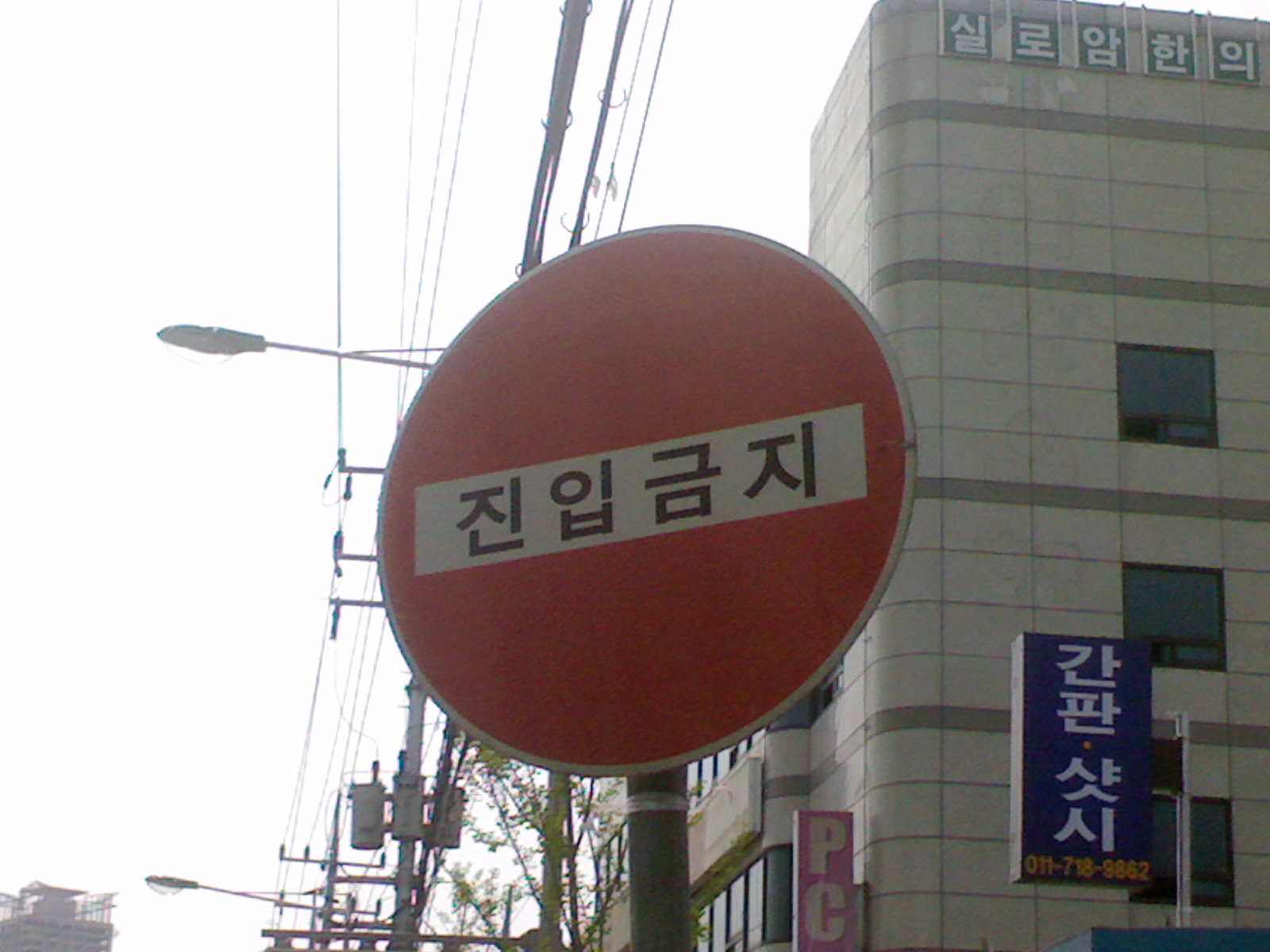
진입금지
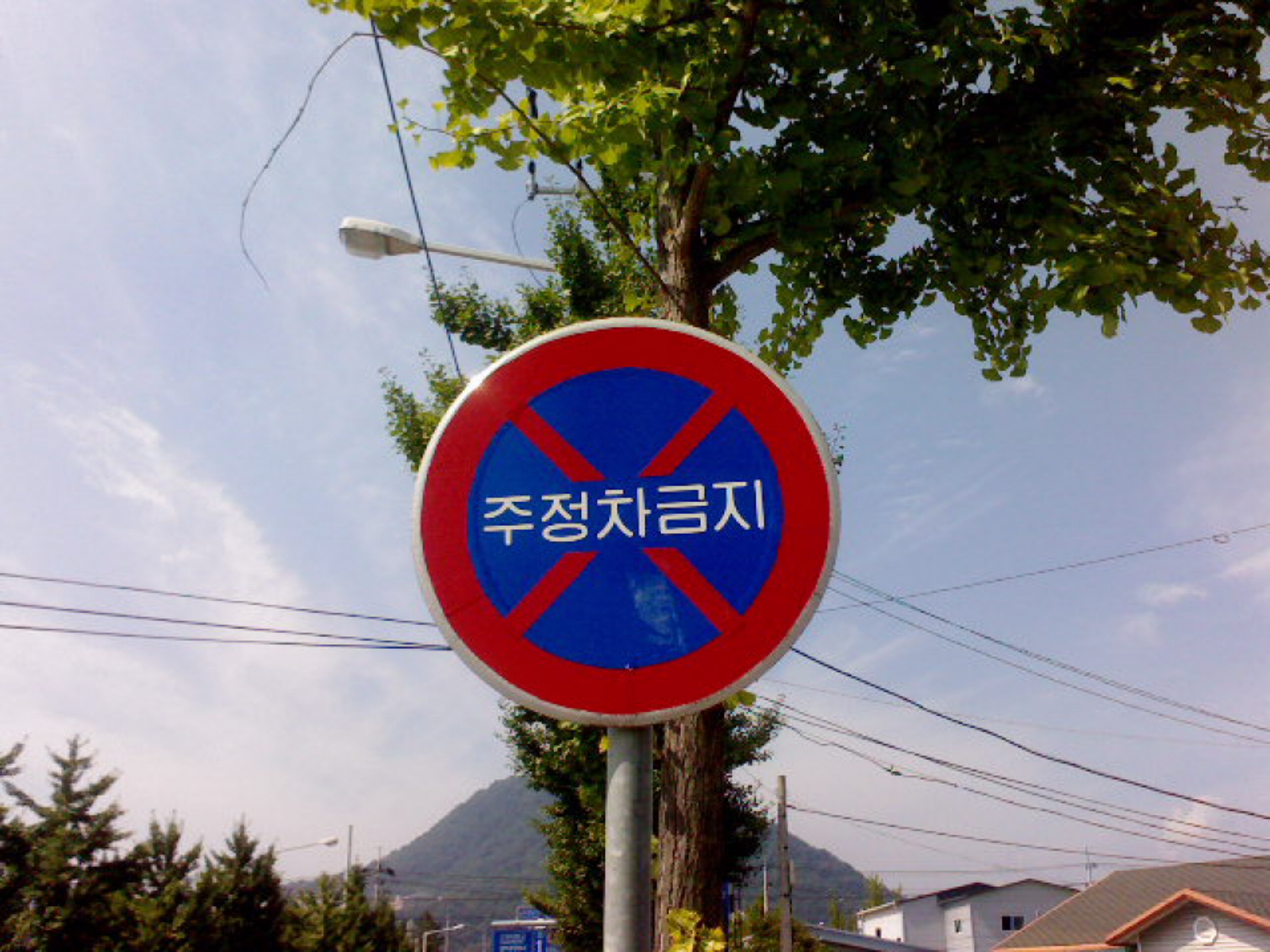
주정차금지
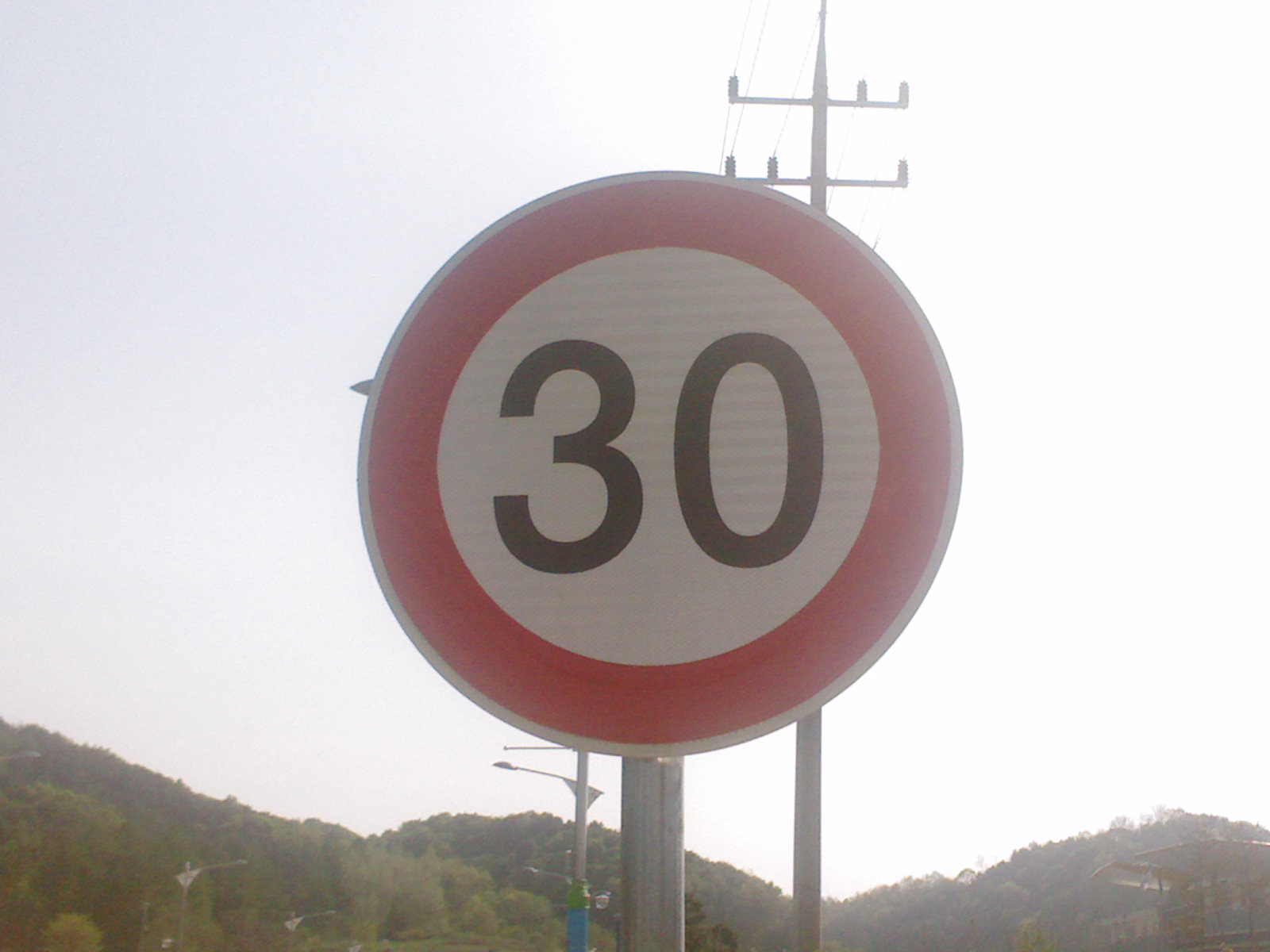
최고속도제한(30km/h)
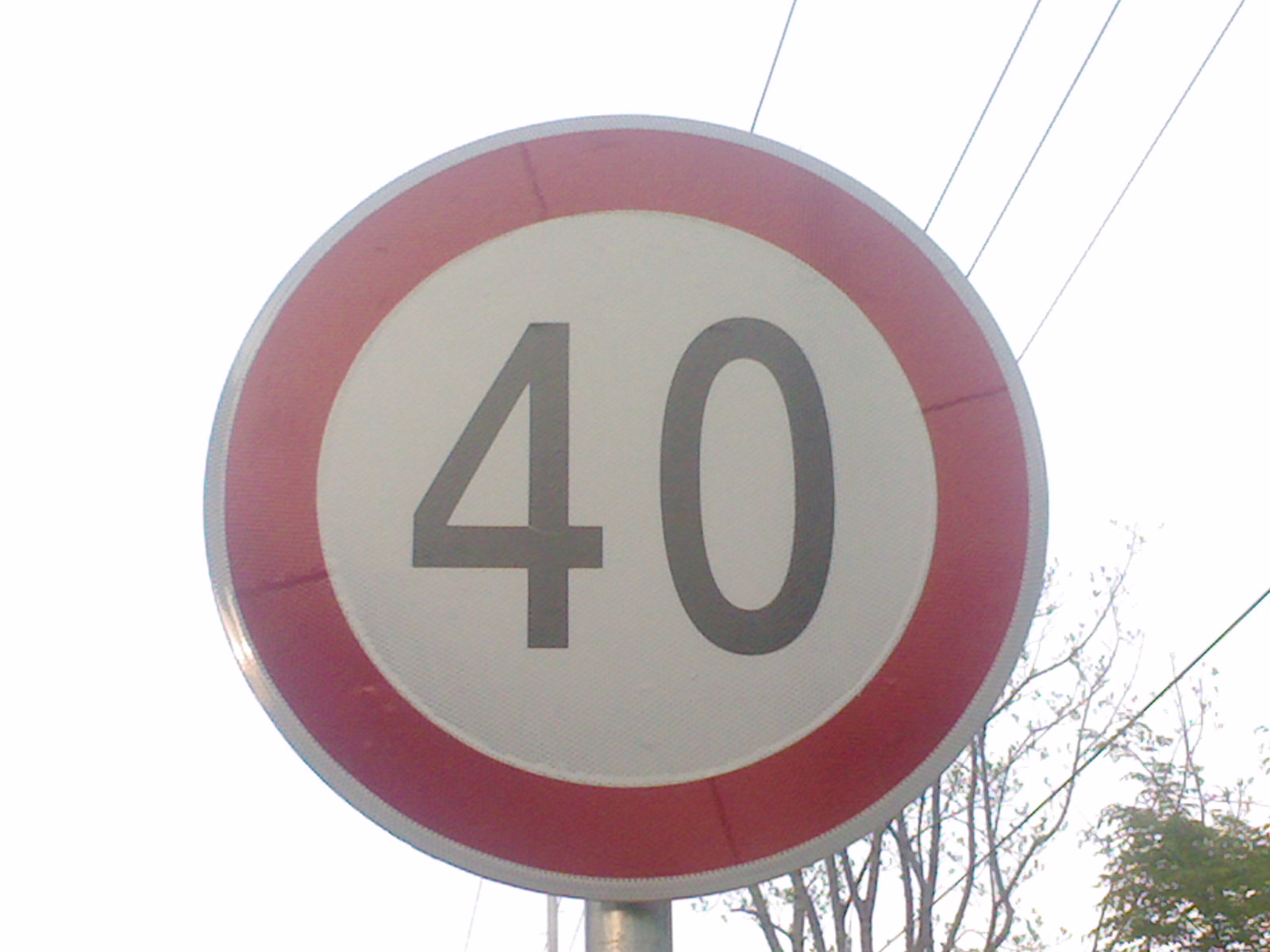
최고속도제한(40km/h)
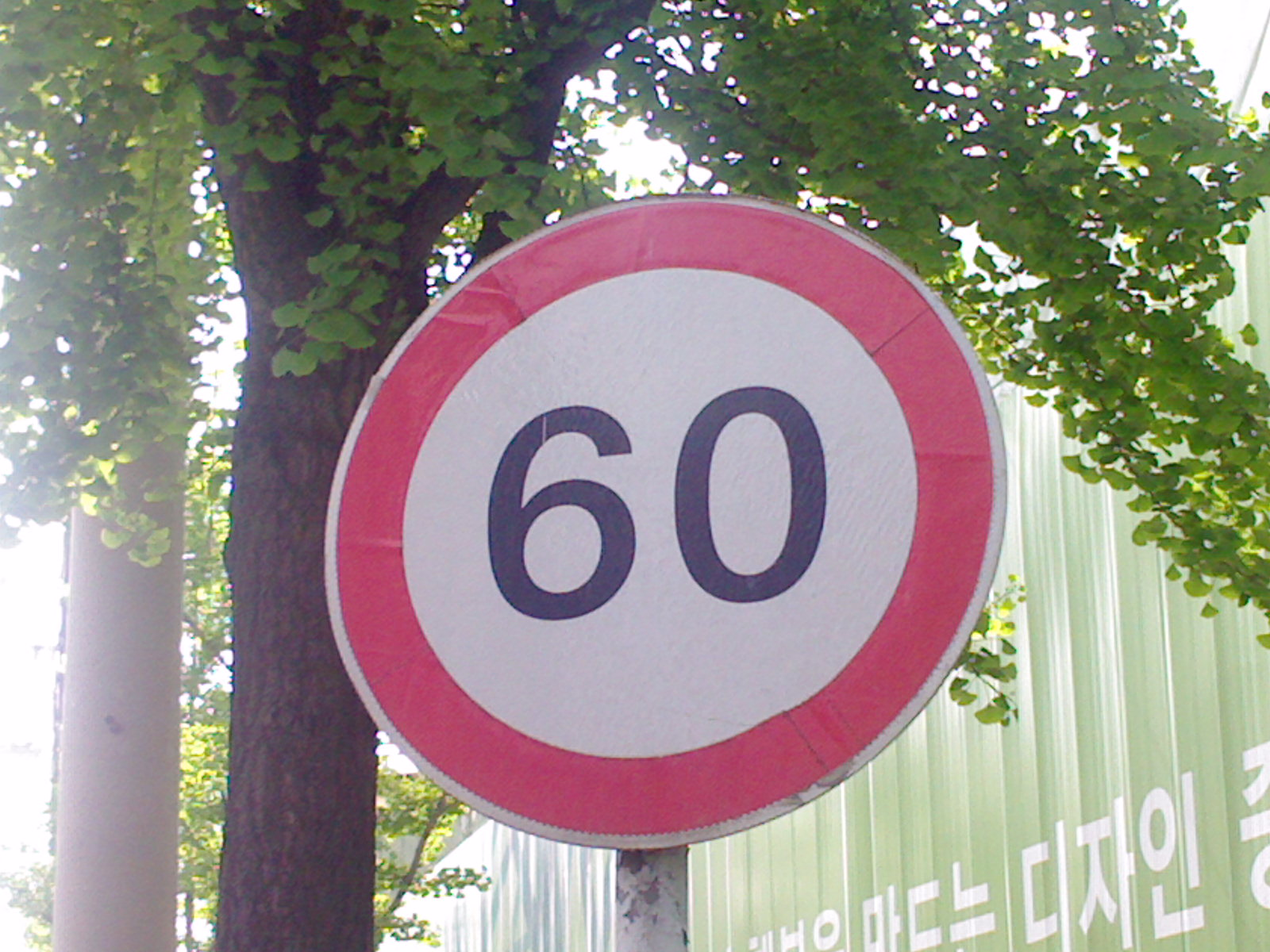
최고속도제한(60km/h)
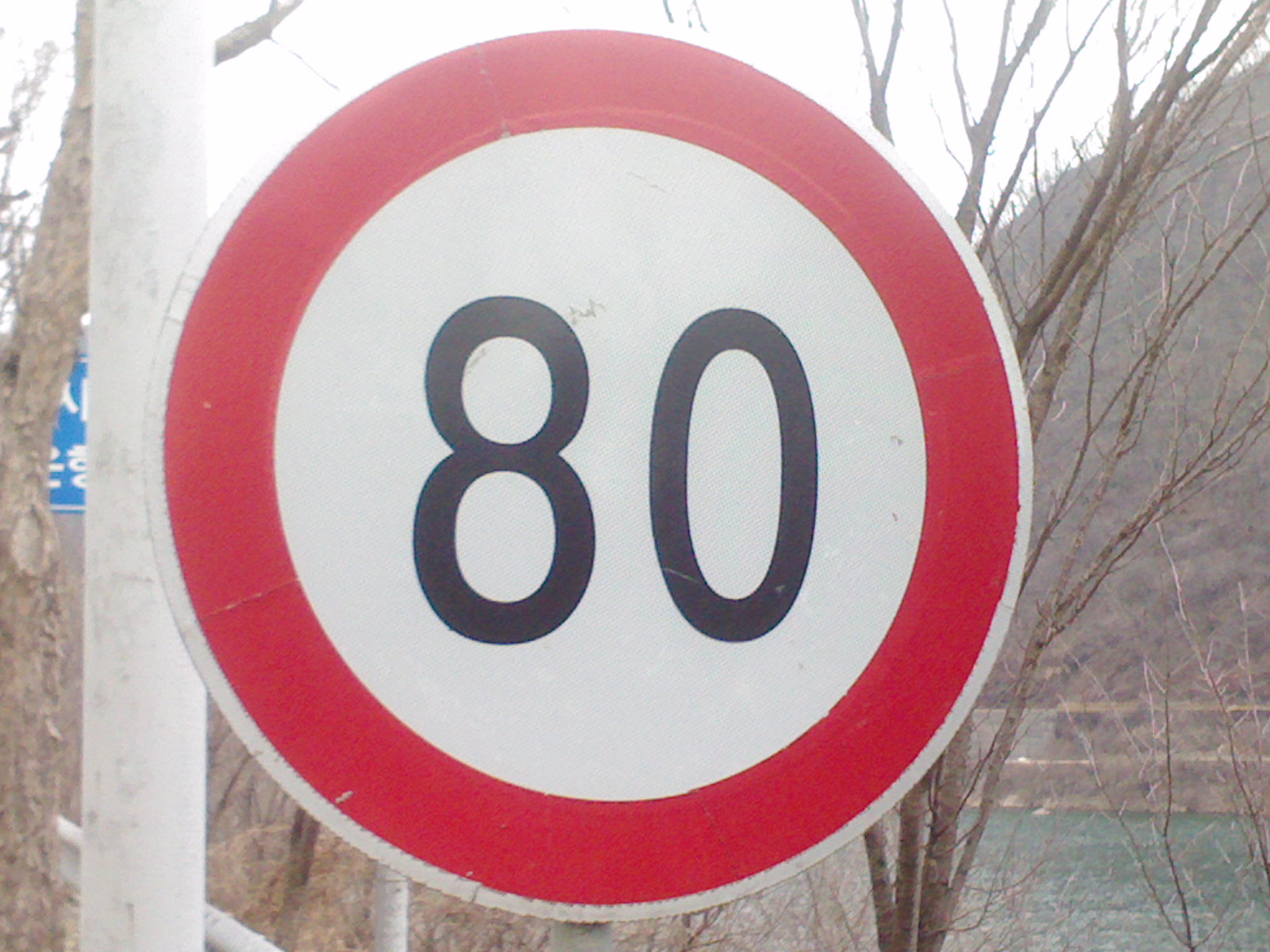
최고속도제한(80km/h)
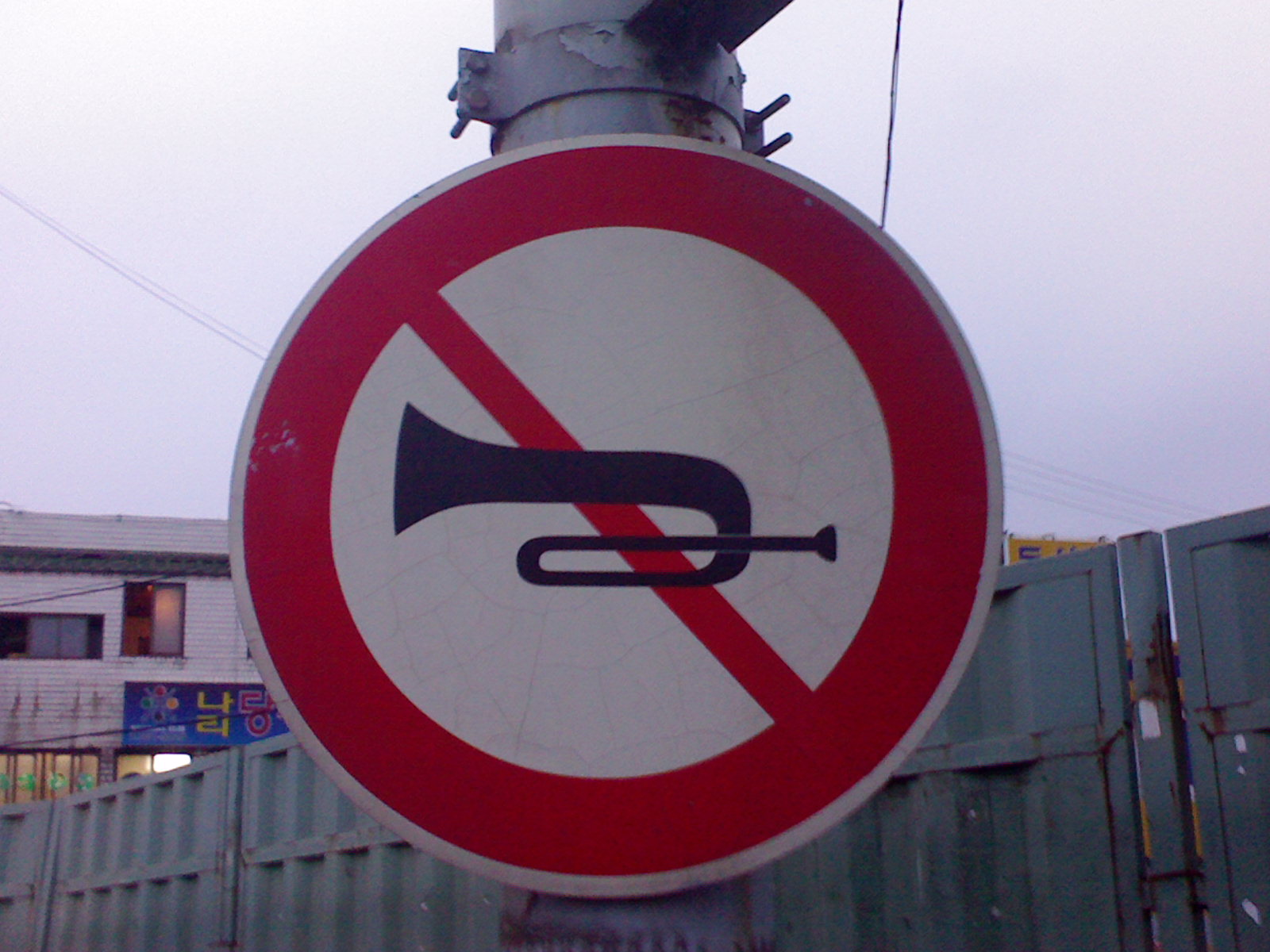
경음기 사용금지
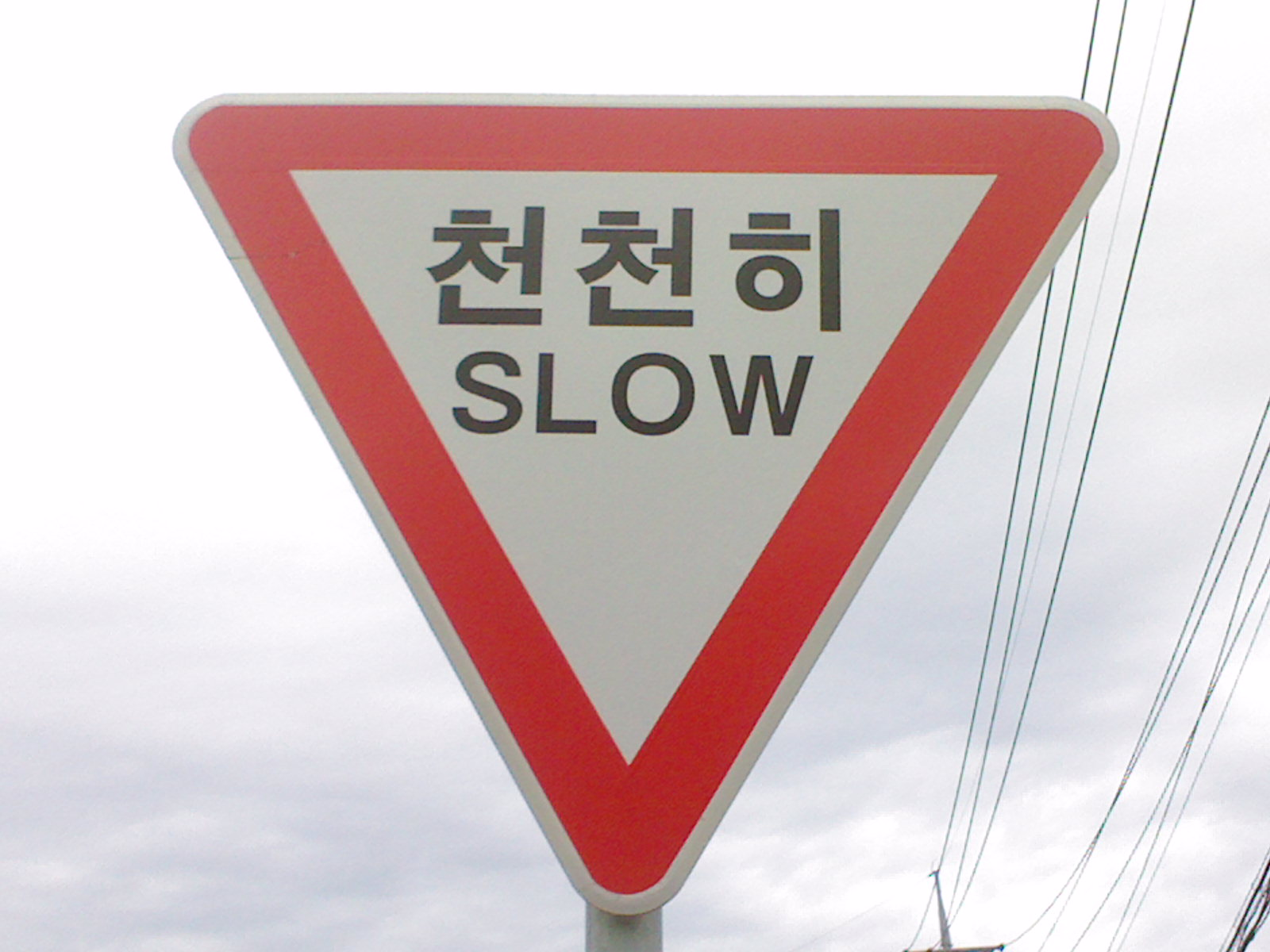
서행
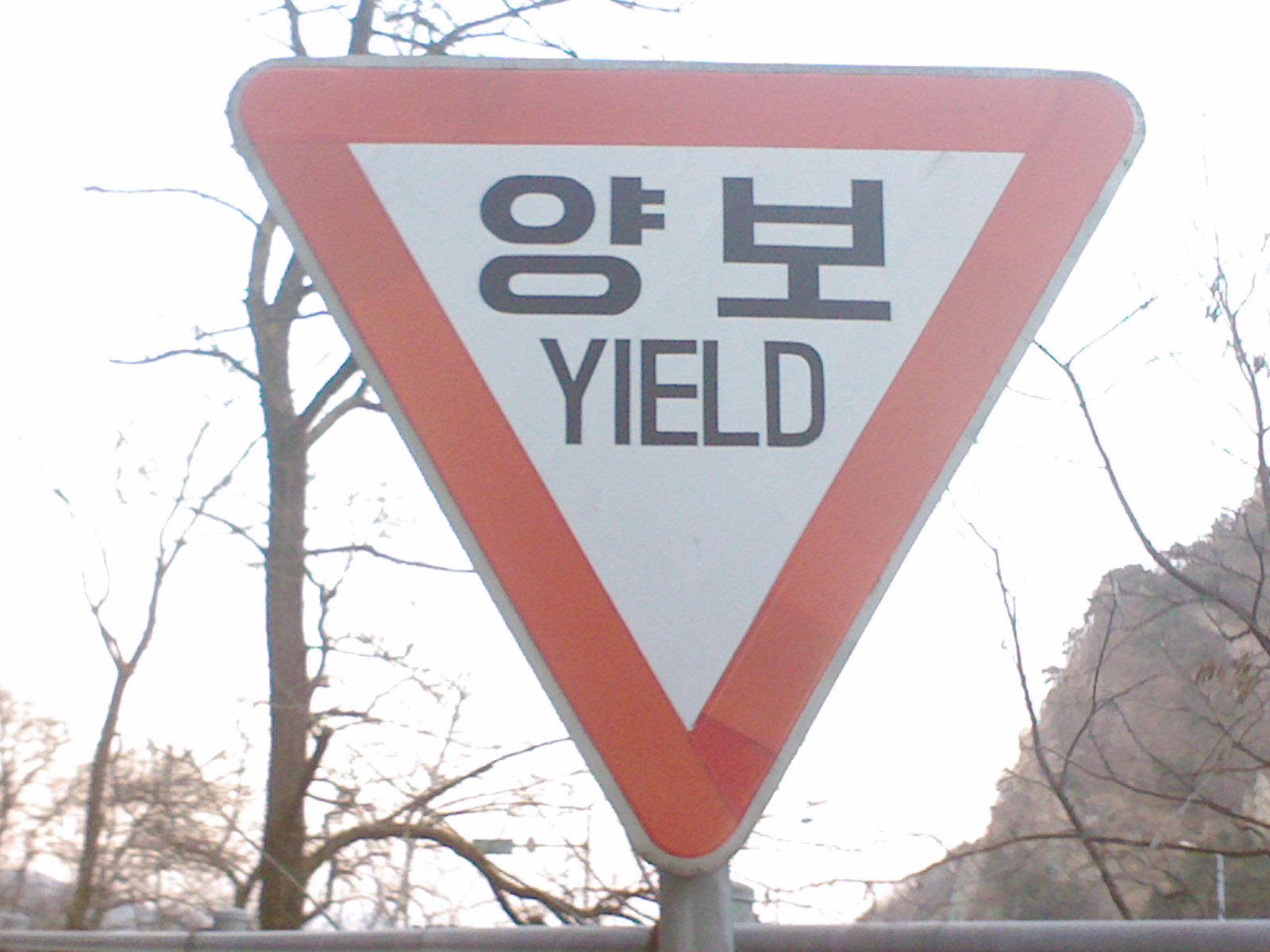
양보

### 지시표지
- 자동차전용도로
- 횡단보도
- 횡단보도
- 횡단보도
- 자전거횡단도
- 자전거횡단도
- 자전거횡단도
- 일방통행
- 일방통행

### 2개 이상의 표지

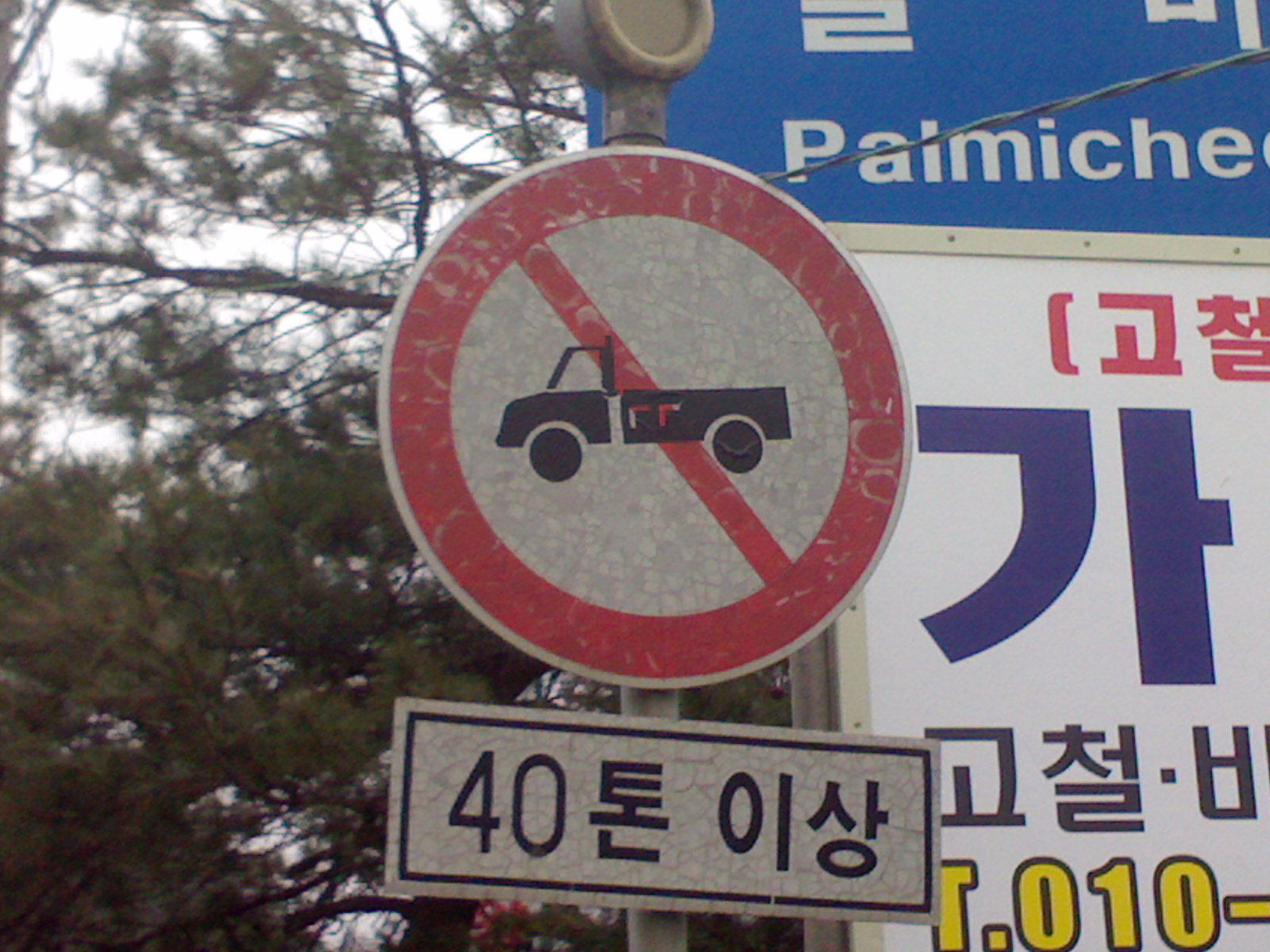
화물자동차 통행금지 (40톤 이상)
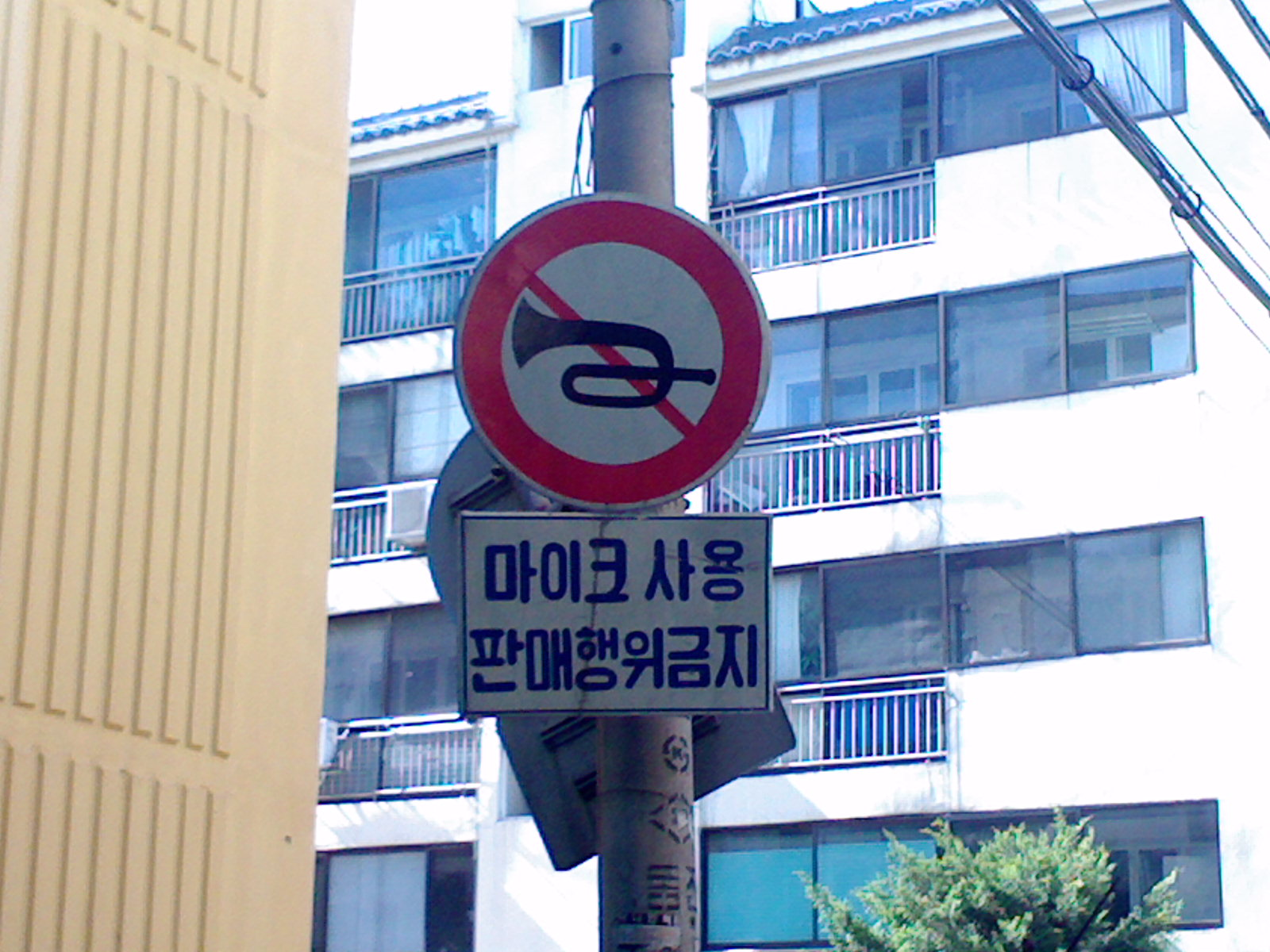
경음기 사용금지 (마이크 사용 판매행위 금지)
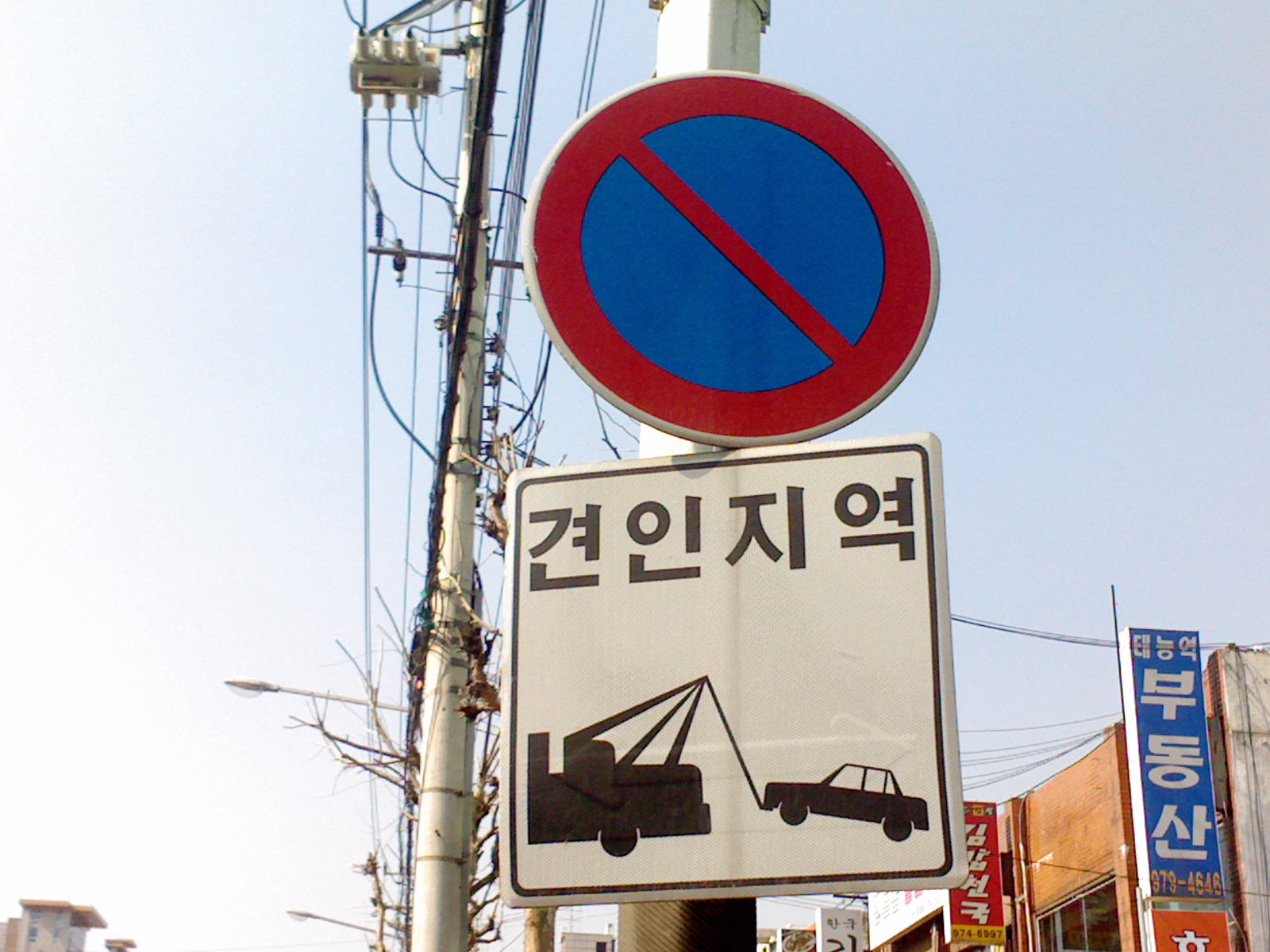
주차금지, 견인지역
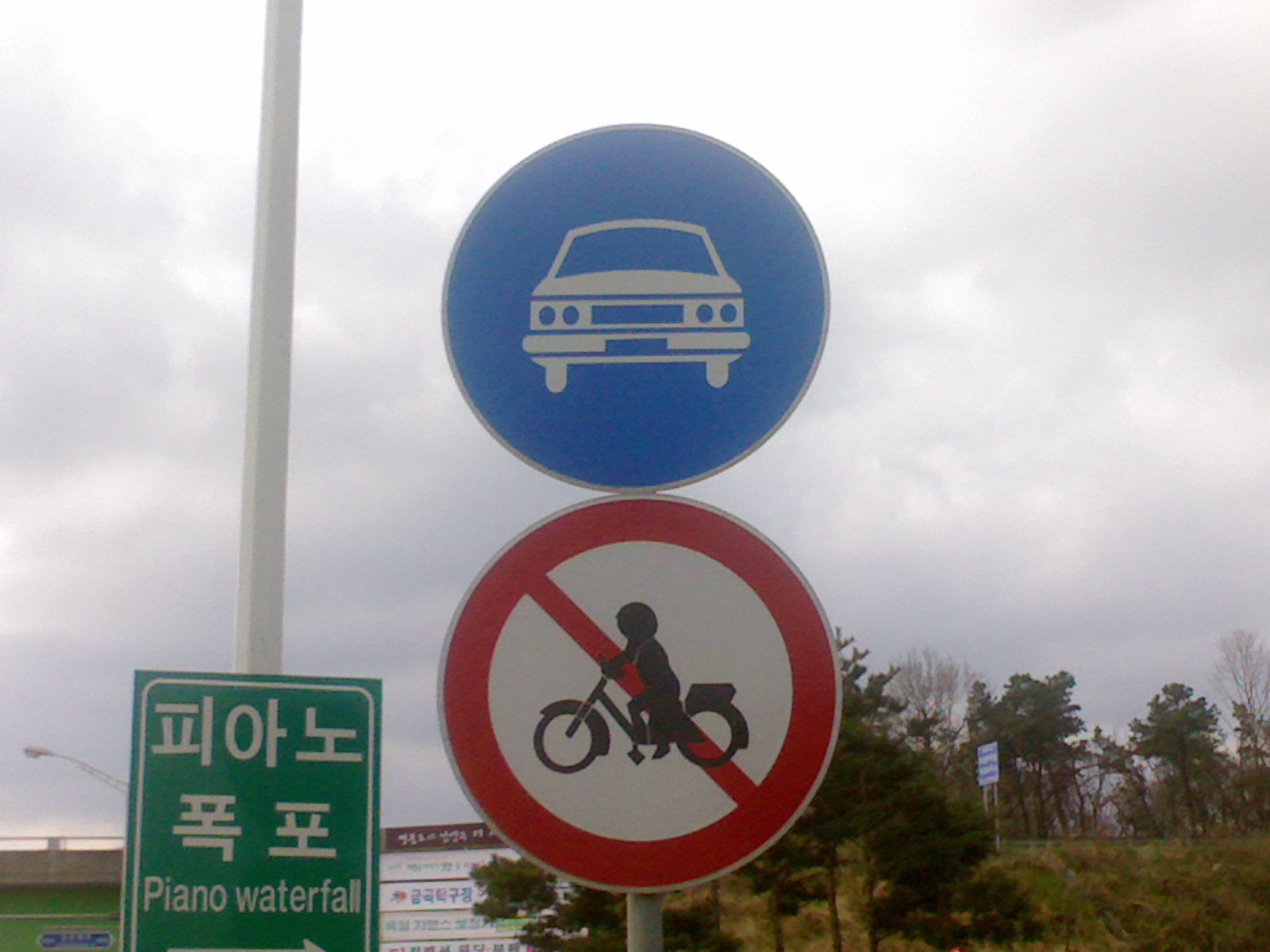
자동차전용도로, 이륜자동차·원동기장치자전거 통행금지
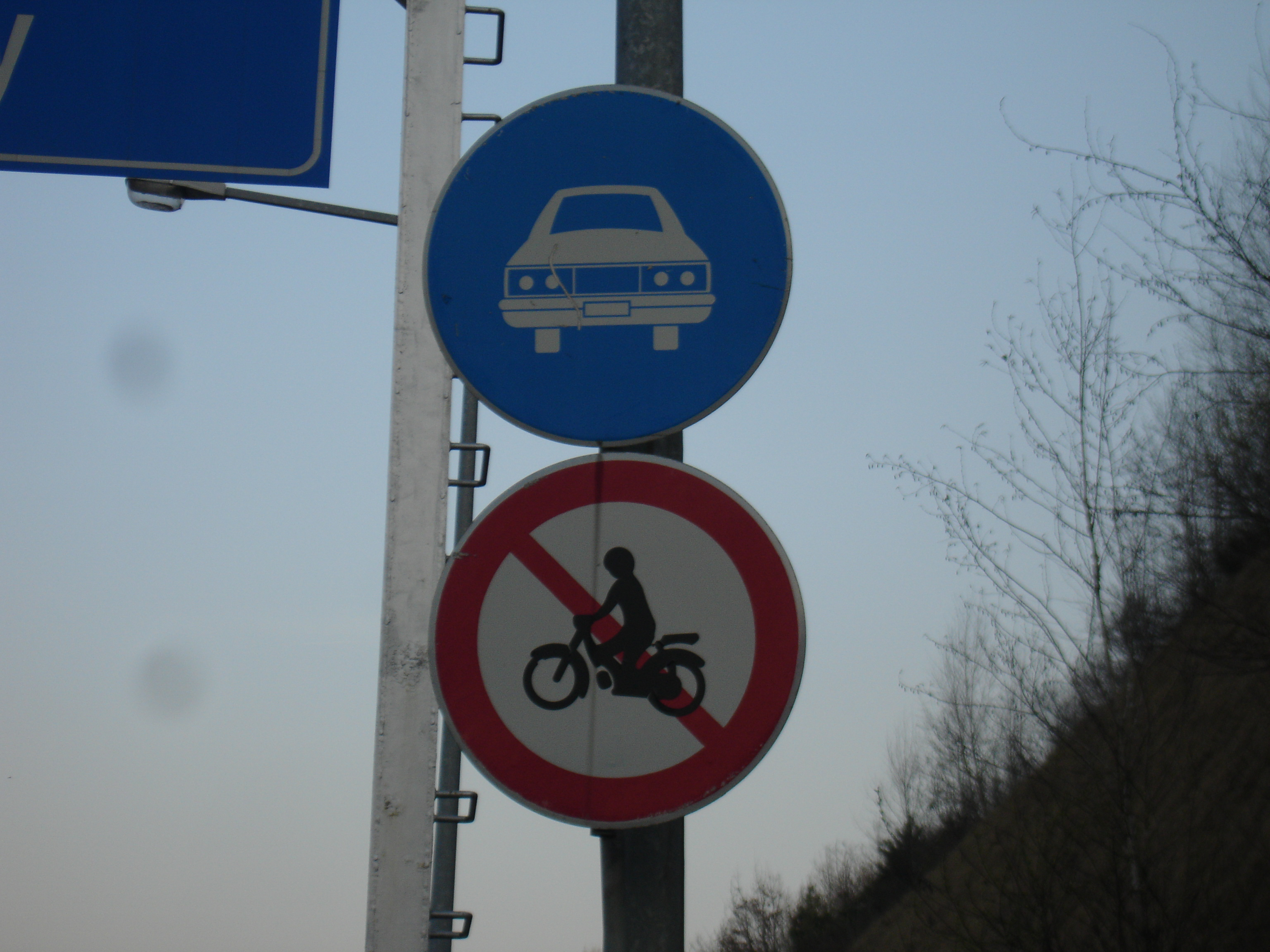
자동차전용도로, 이륜자동차·원동기장치자전거 통행금지
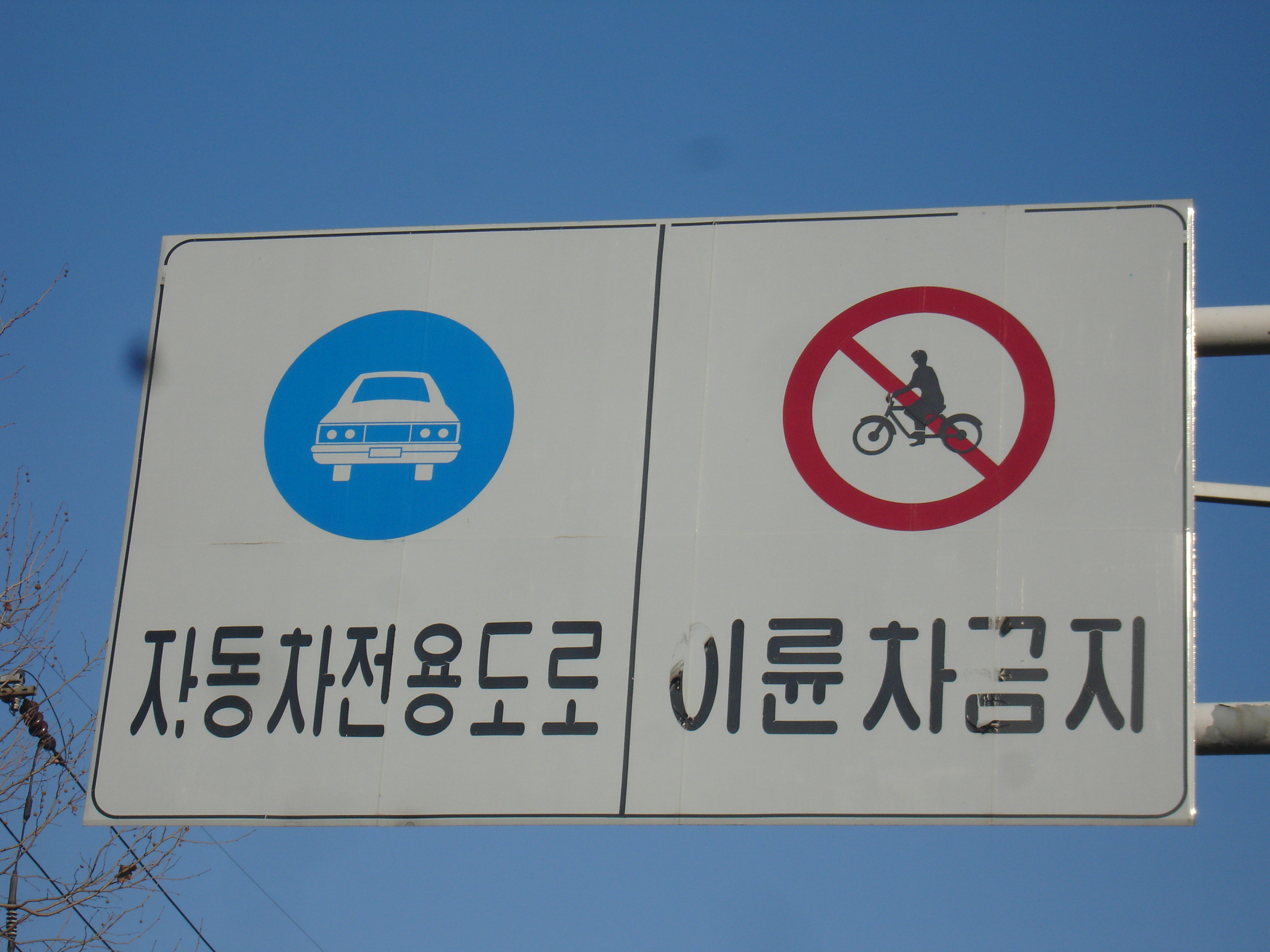
자동차전용도로, 이륜자동차·원동기장치자전거 통행금지
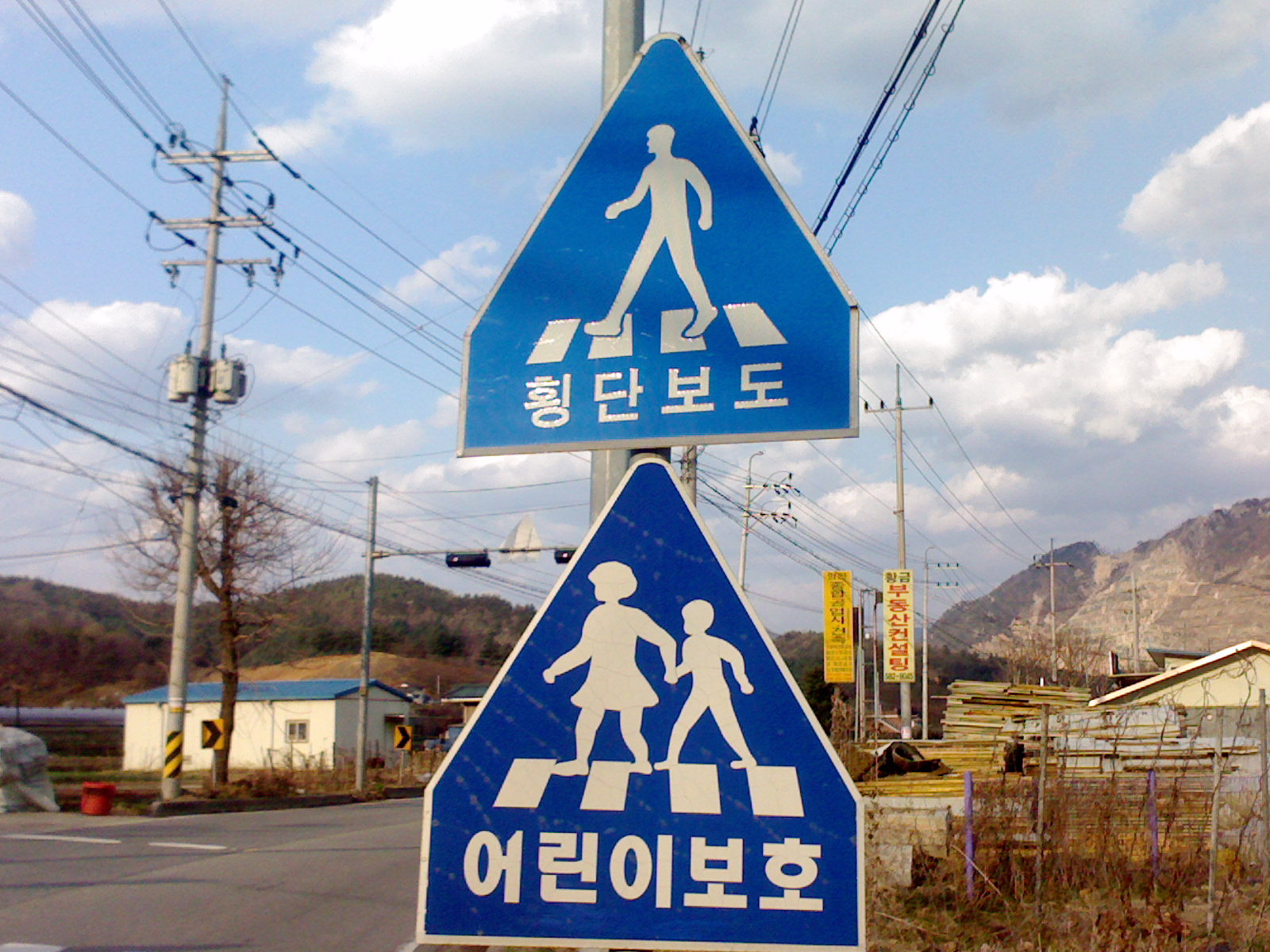
횡단보도, 어린이보호
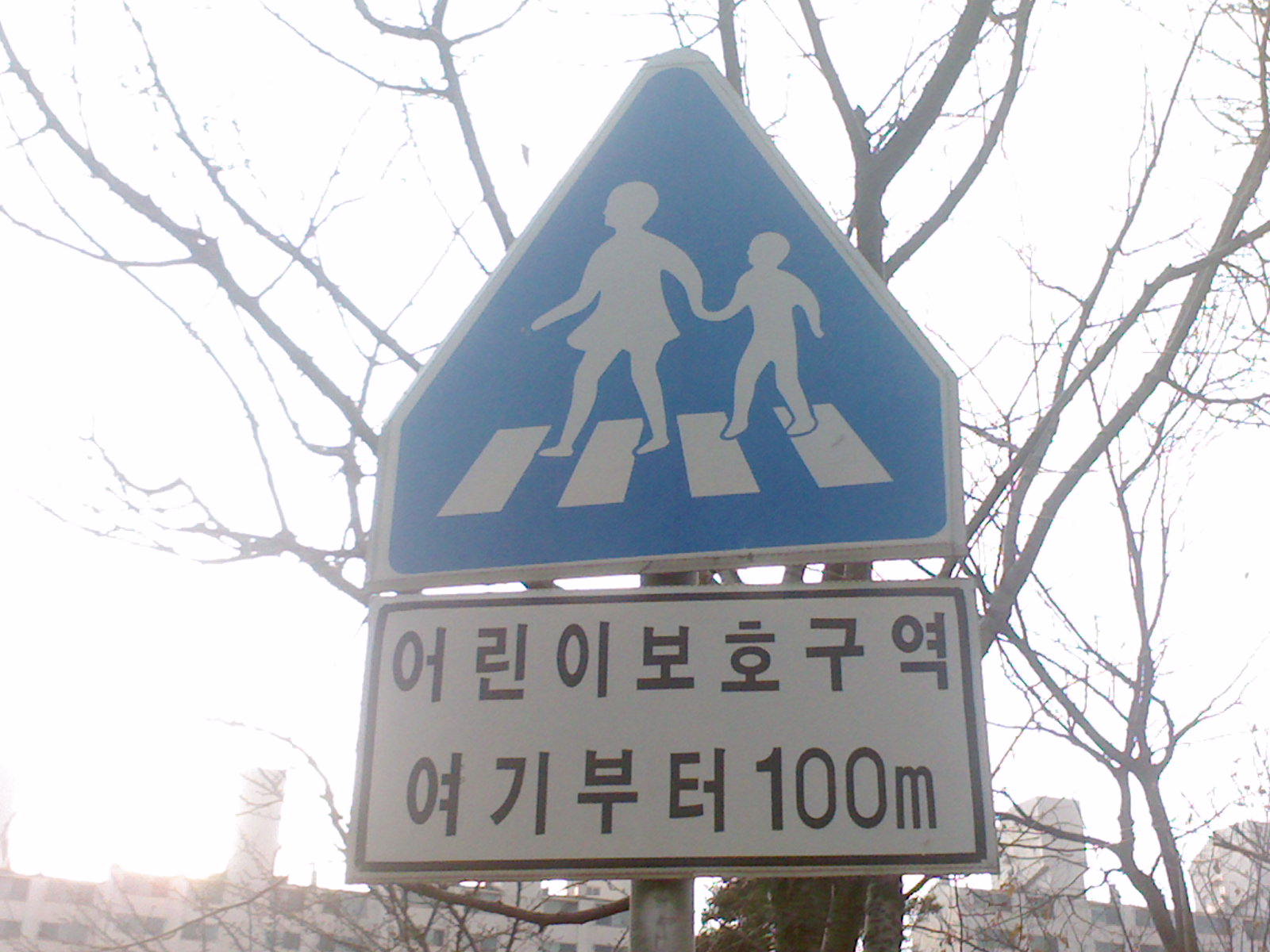
어린이보호 (여기부터 100m)

### 기타

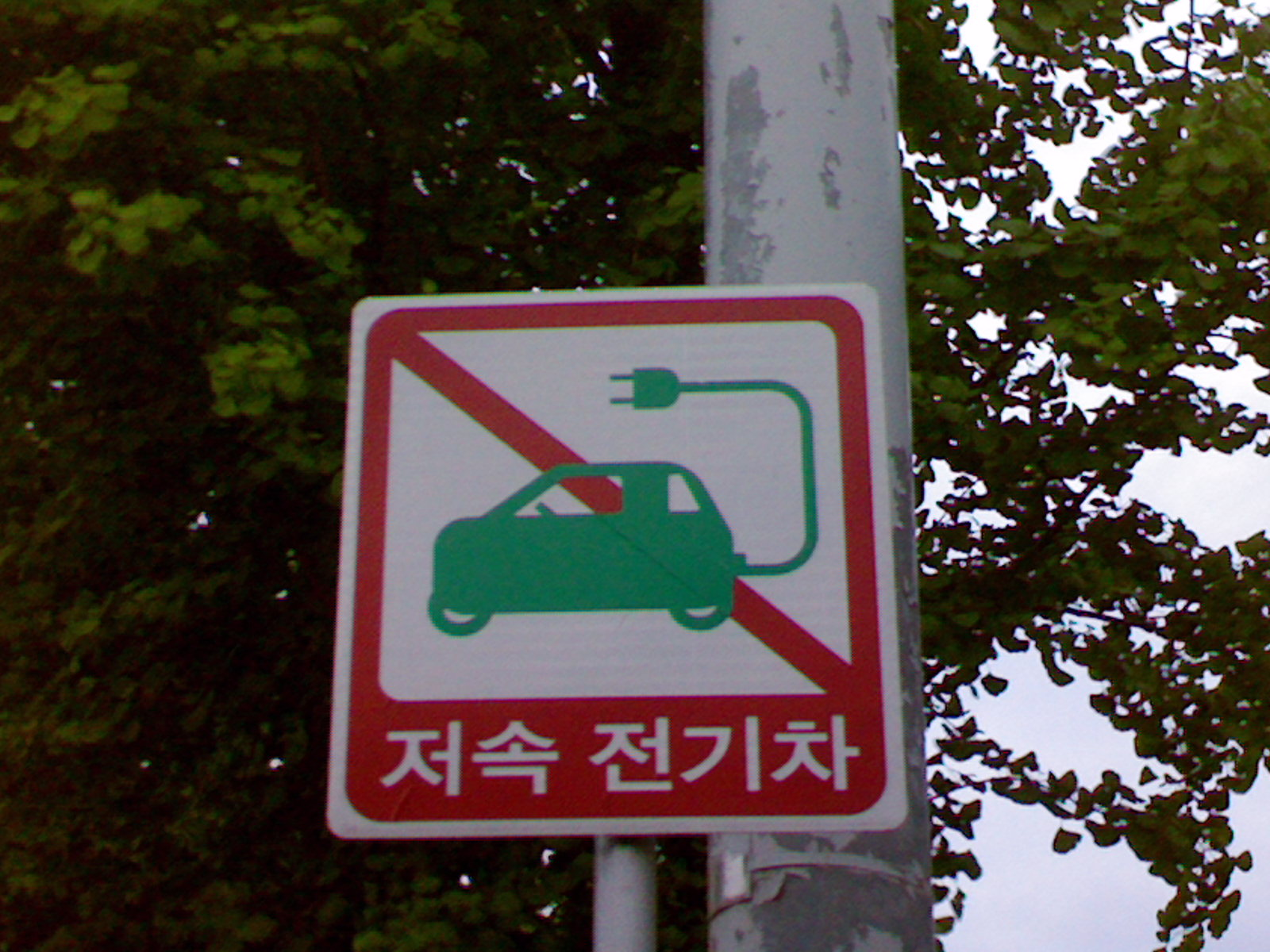
저속 전기차 통행금지
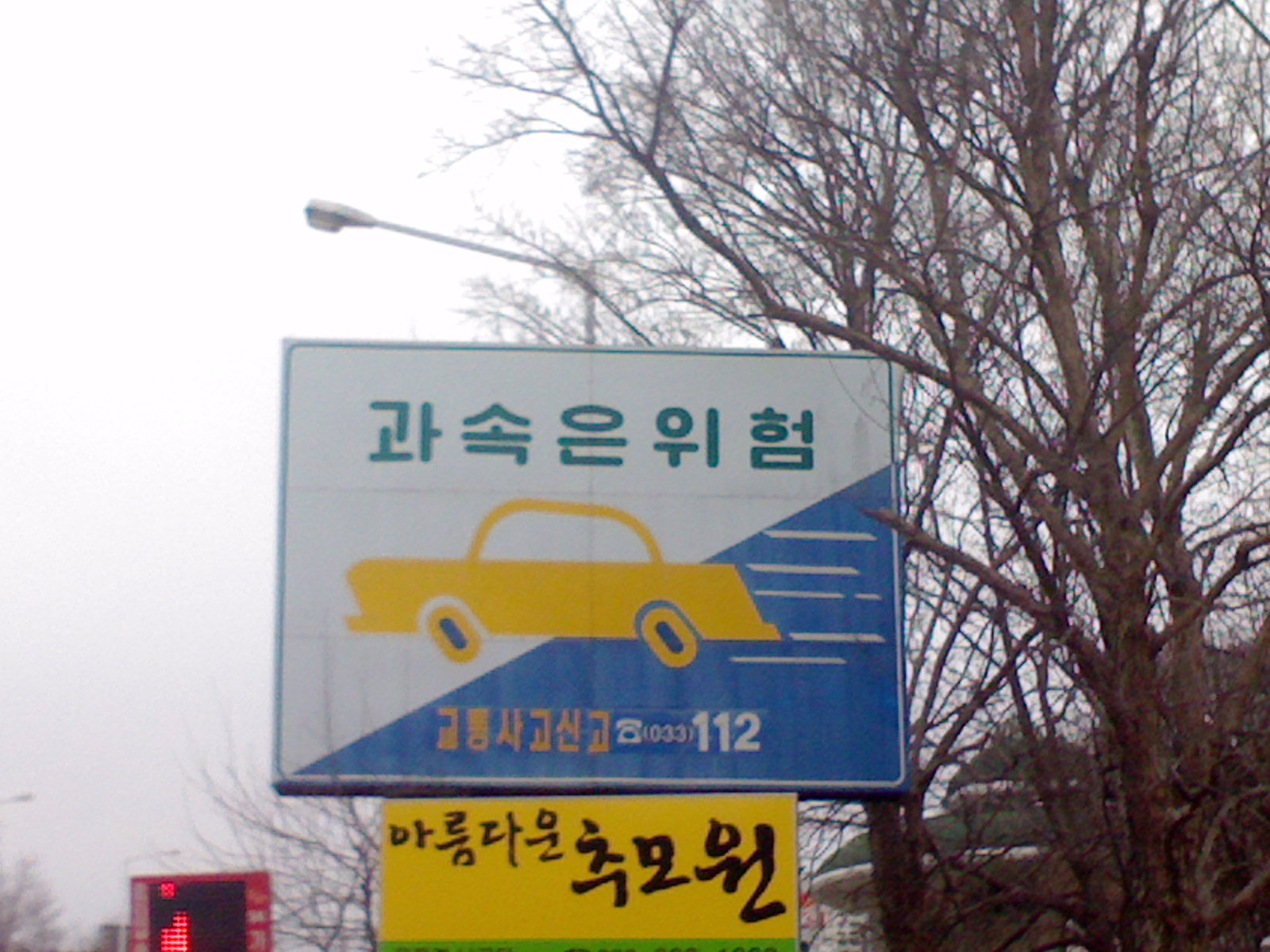
교통안전계몽표지(과속위험)
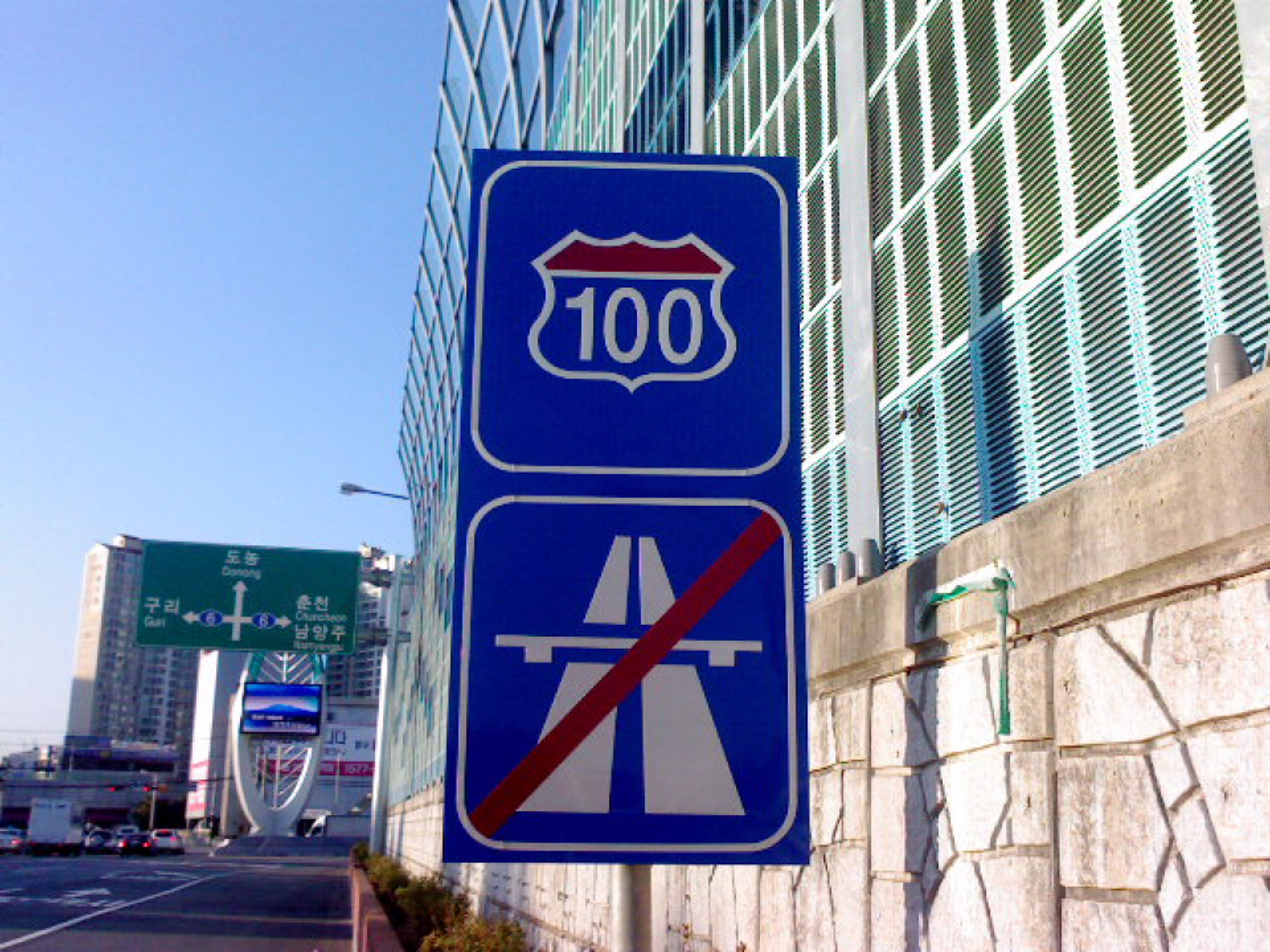
고속국도 제100호선 종점
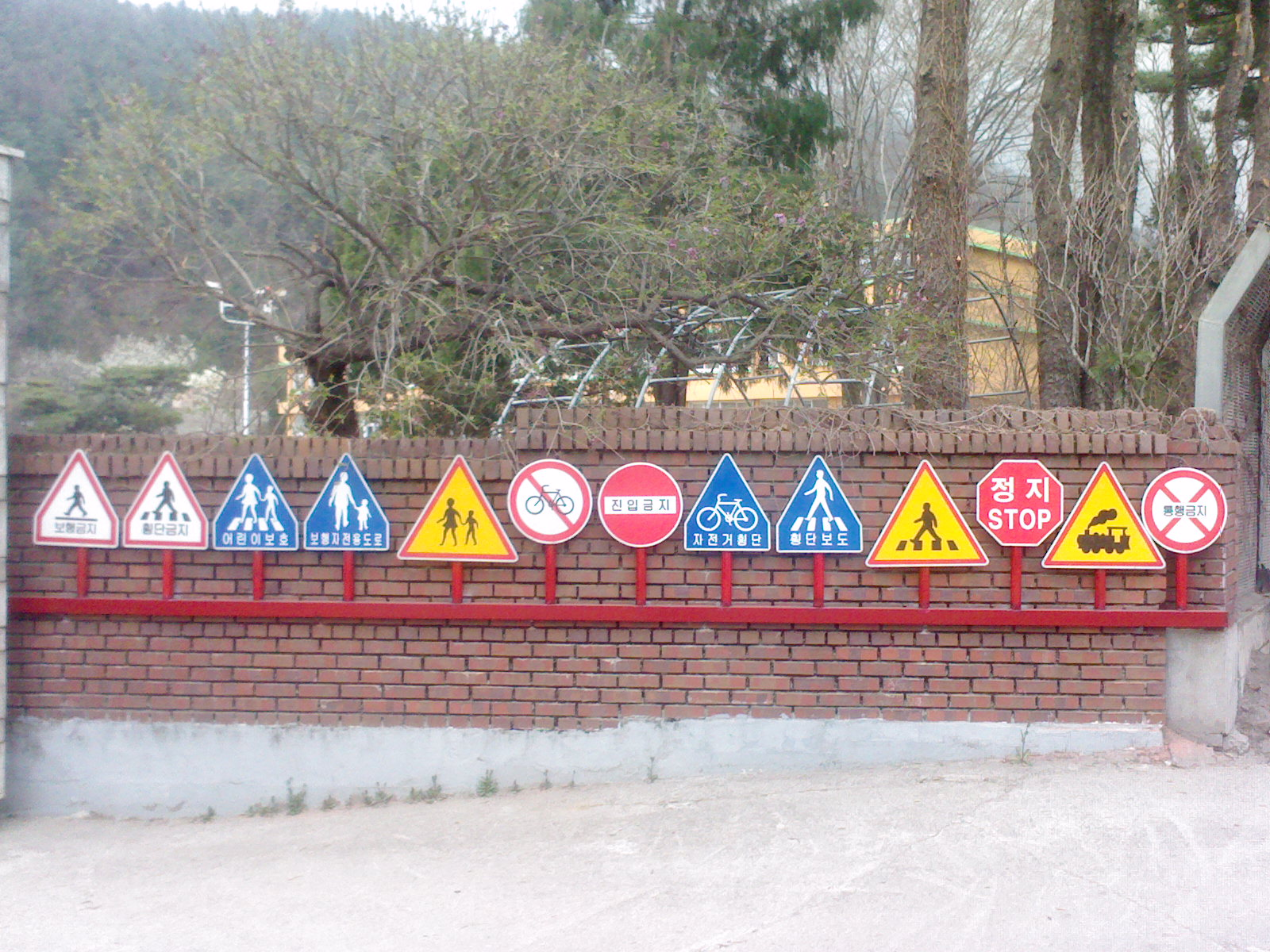
초등학교에 설치된 교통표지판
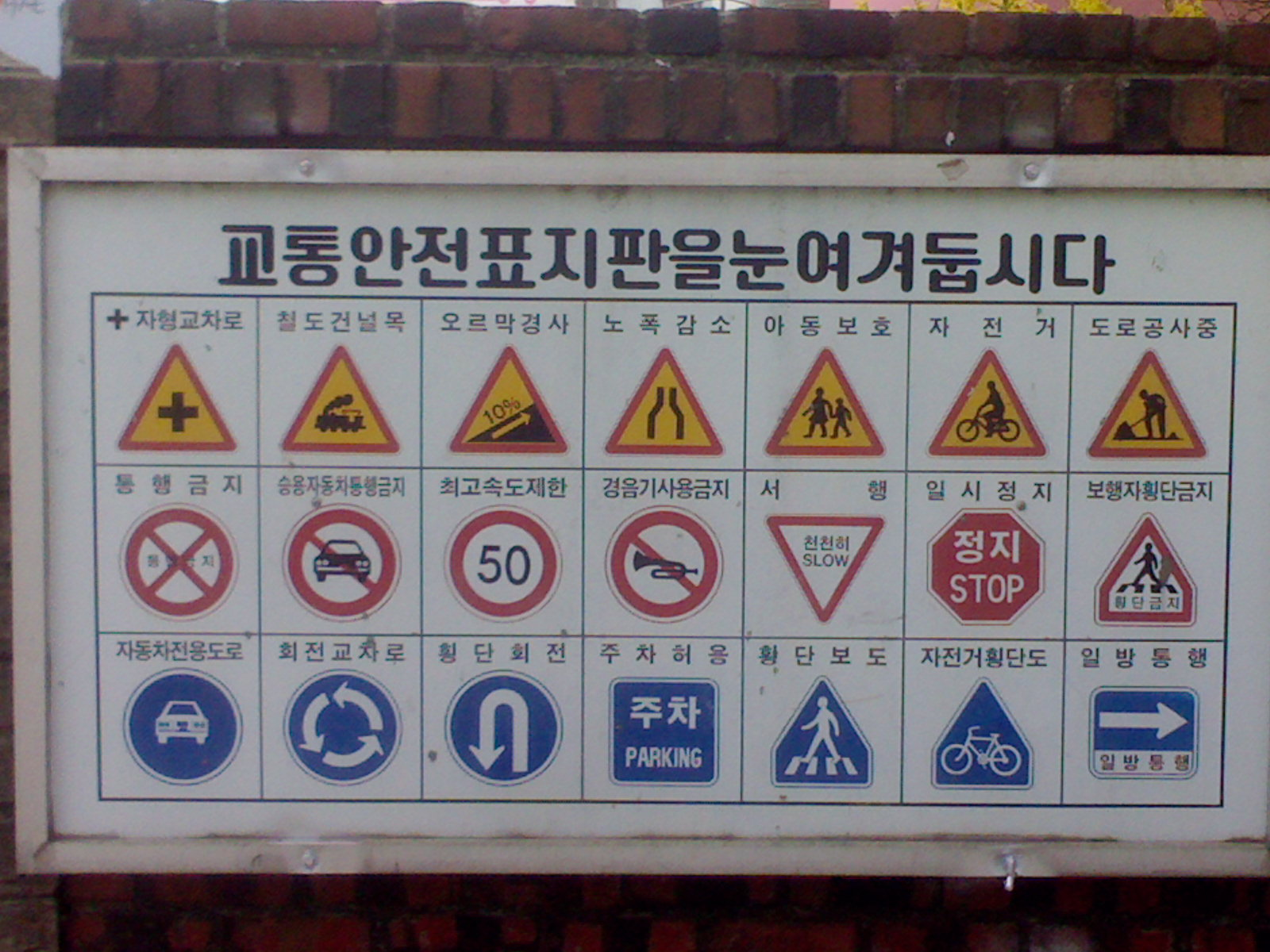
초등학교에 설치된 교통표지일람표
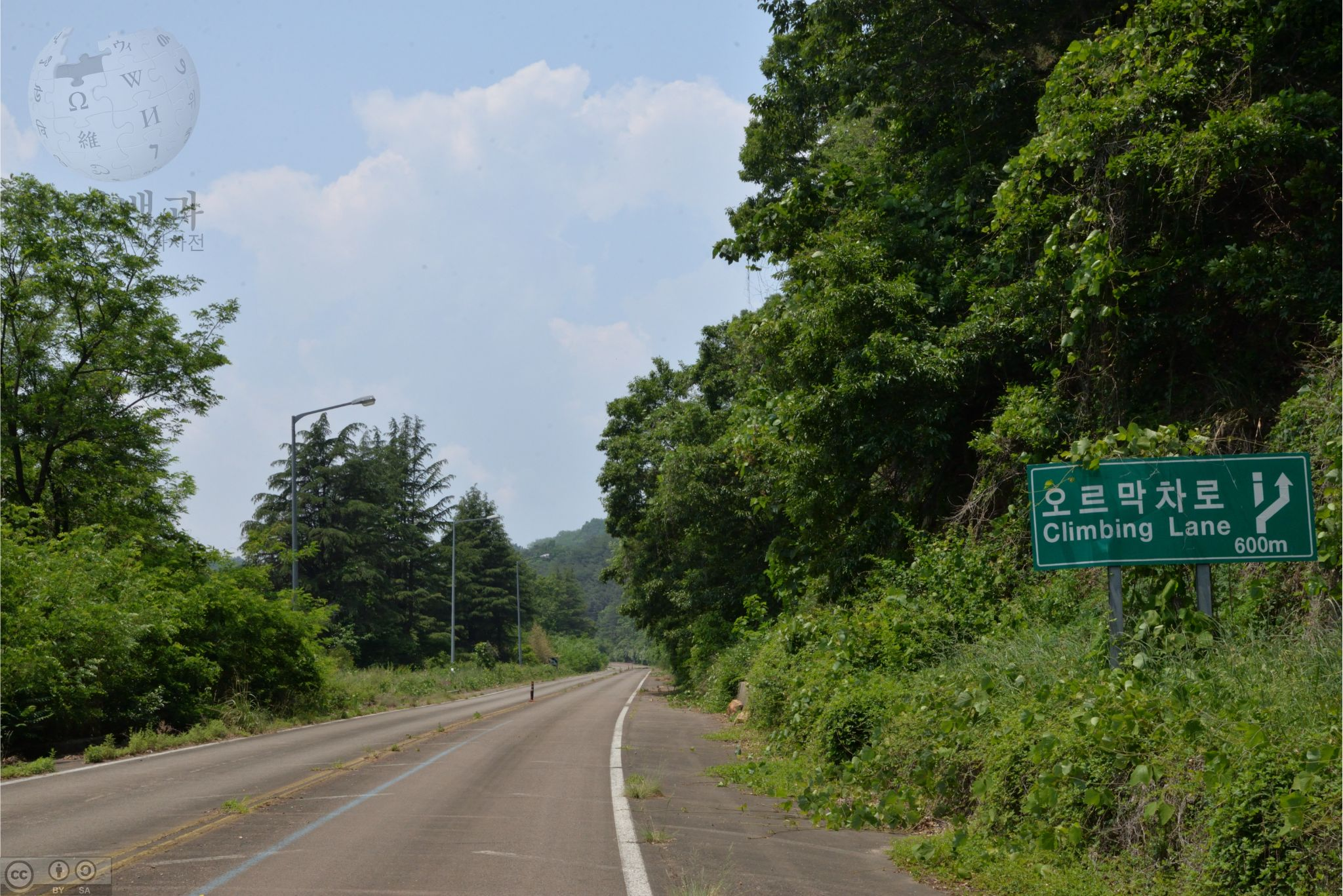
오르막차로 예고 표지

## 특징
대한민국의 교통표지판은 교통표지일람표에 있는 표지판의 도안과는 달리 실제로 설치된 교통표지판의 도안은 제각각인 경우가 많다.

## 같이 보기
- 교통표지
- 대한민국의 도로